# Straubing
Straubing is een kreisfreie Stadt in de Duitse deelstaat Beieren. De stad telt 47.612 inwoners (31 december 2020) op een oppervlakte van 67,58 km².

## Geschiedenis
Uit archeologisch onderzoek is gebleken, dat de locatie van de stad Straubing sinds ongeveer 5600 v.Chr., dus het Mesolithicum, bewoond is. In de Bronstijd was het gebied het centrum van de Straubingcultuur (circa 2300-1600 v.Chr.), die grofweg heel het huidige Beieren besloeg. Rond 500 jaar vóór de jaartelling vestigden zich hier dragers van de Hallstattcultuur, nagenoeg zeker Kelten. Dezen stichtten een nederzetting met de naam Sorviodorum.
Gedurende de gehele geschiedenis van Straubing heeft zijn ligging in de vruchtbare lössvlakte Gäuboden, en dus de rijke oogsten opleverende akkerbouw, een rol gespeeld. Om deze reden is in het stadswapen een ploeg afgebeeld.
De Romeinen veroverden dit gebied omstreeks het begin van de jaartelling en bouwden hier twee forten aan de Donau, waarbij een nederzetting ontstond, die de naam Sorviodorum behield. De plaats lag aan de Raetische limes en er waren regelmatig Romeinse legioenen gestationeerd. Voor een uitvoerige Duitstalige uiteenzetting hierover zie onderstaande Wikipedia-link (castella (Duits: Kastelle) van Straubing).
De Romeinen lieten een schat achter, die in oktober 1950 werd opgegraven. Daartoe behoren enige opvallende Romeinse gezichtsmaskers.
Alles is in de 4e of 5e eeuw verwoest door de Marcomannen, maar het dorp werd weer opgebouwd. Het zou in de vroege middeleeuwen door de Bajuwaren zijn hersticht, en zou genoemd zijn naar een legendarische hoofdman Strupo Strupinga. Het groeide in de middeleeuwen uit tot de stad Straubing. In 897 wordt deze voor het eerst in een document vermeld. De macht over de stad berustte eeuwenlang bij het Prinsbisdom Augsburg. Aan het eind van de 12e eeuw lieten de bisschoppen de St.Peterkirche bouwen. Hertog Lodewijk de Kelheimer uit het Huis Wittelsbach stichtte vervolgens in 1218 een Straubinger Neustadt, zodat er de situatie van een dubbelstad ontstond: een door de geestelijkheid en een door de Wittelsbachers bestuurde stad.
Straubing speelt een rol in de Nederlandse geschiedenis. Het hertogdom Beieren-Straubing (geslacht Wittelsbach) was van 1349/53 tot 1425/29 in personele unie verbonden met de graafschappen Holland, Zeeland en Henegouwen. Deze tijd wordt in Duitsland wel Straubing-Holland genoemd. In deze tijd, aan het eind van de 14e eeuw, werd tijdens de heerschappij van Albrecht II van Beieren, de Stadtturm, in feite een belfort, voltooid. Deze zelfde hertog liet vanaf 1356 het nog bestaande hertogelijke slot bouwen. Zijn opvolger Albrecht liet  blijkens rond 1480  opgestelde documenten in het begin van de 15e eeuw de Sossauer Bschlacht aanleggen. Dit was een dam in en een aanlegplaats (Bschlacht) aan de Donau. De Donau werd zo in een bocht zuidwaarts gelegd, zodat deze rivier langs Sossau en Straubing liep. Hierdoor konden de hertogen op de rivier tol heffen en verkreeg Straubing een primitieve binnenhaven.
In de late middeleeuwen werd het gebied, waartoe Straubing behoorde, enkele malen tussen diverse Beierse deelhertogdommen verdeeld; zie bovenstaande kaarten.
Een liefdesaffaire, die in geheel Duitsland bekend werd, was die tussen hertog Albrecht III van Beieren en de niet-adellijke Agnes Bernauer (plm. 1411-12 oktober 1435), dochter van een badhuisexploitant. Albrechts vader, Ernst van Beieren (1373-1438), vond deze liaison ongepast. Toen zijn zoon samen met andere edelen op jacht was, liet hij Agnes in 1435 wegens vermeende hekserij arresteren en bij Straubing in de Donau verdrinken. Deze geschiedenis werd in 1852 door Friedrich Hebbel in een succesvol toneelstuk Agnes Bernauer verwerkt. In 1947 verwerkte Carl Orff deze stof tot een, grotendeels in voor mensen van buiten Beieren moeilijk verstaanbaar Beiers dialect, geschreven opera. Sedert 1935 vinden iedere vier jaar te Straubing Agnes-Bernauer-Festspiele plaats, een toneelevenement.
In de 16e eeuw was Straubing een plaats, waar de Reformatie aanvankelijk veel succes had. Veel inwoners, onder wie ook de ontdekkingsreiziger Ulrich Schmidl, bekeerden zich tot de leer van Maarten Luther. De Beierse hertogen waren hier fel op tegen en wisten, met hulp van de katholieke geestelijkheid, Straubing te rekatholiseren. Tot op de huidige dag is de overgrote meerderheid van de christenen in de stad rooms-katholiek, en de kerkgebouwen van Straubing zijn dat vrijwel allemaal ook. De Dertigjarige Oorlog (1618-1648) bracht, zoals in zo veel andere plaatsen ook, te Straubing veel ellende met zich mee. Zweedse troepen onder bevel van Bernard van Saksen-Weimar veroverden de stad in 1633 en hielden haar enige tijd bezet. Ook was hier in deze tijd een epidemie van de pest.
In de 18e eeuw bleef Straubing ook niet gespaard voor rampspoed; oorlogen teisterden de stad in 1704 en 1742-1743, en een grote stadsbrand in 1780. Aan het einde van de 18e eeuw werden er veel kerken, kloosters e.d. nieuw gebouwd of gerenoveerd in rococostijl. Een belangrijke rol hierbij speelden de schilders en sierstucwerkers Matt(h)ias Obermayr en Joseph Anton Merz ), die, in Straubing en de wijde omgeving daarvan, verscheidene kerk- en kloosterinterieurs in rococo-stijl verfraaiden.
In de 19e eeuw verkreeg de stad aansluiting op het spoorwegnet (1859), waarna vestiging van uiteenlopende industriële ondernemingen volgde. In november 1918 was er politieke onrust in Straubing die samenhing met de Novemberrevolutie. Aanhangers van de linkse radenrepubliek van München hadden de stad korte tijd in hun macht.
In de tijd van Adolf Hitlers Derde Rijk vonden, zoals in veel Duitse steden, bloedige vervolgingen van joden plaats. Bij de Kristallnacht in november 1938 werd de synagoge van Straubing verwoest. De meeste joden uit de stad kwamen uiteindelijk om als gevolg van de Holocaust. Te hunner gedachtenis is in 1988 in de stad een gedenkteken geplaatst. In het laatste jaar van de Tweede Wereldoorlog werden delen van Straubing, met name de wijk rondom het spoorwegemplacement, verwoest door drie geallieerde luchtaanvallen. In totaal vielen hierbij ongeveer 400 doden. De historische binnenstad van Straubing bleef nagenoeg geheel gespaard. Na de oorlog herstelde het joodse leven in Straubing zich; er woonden in 2007 circa 1.700 joden.

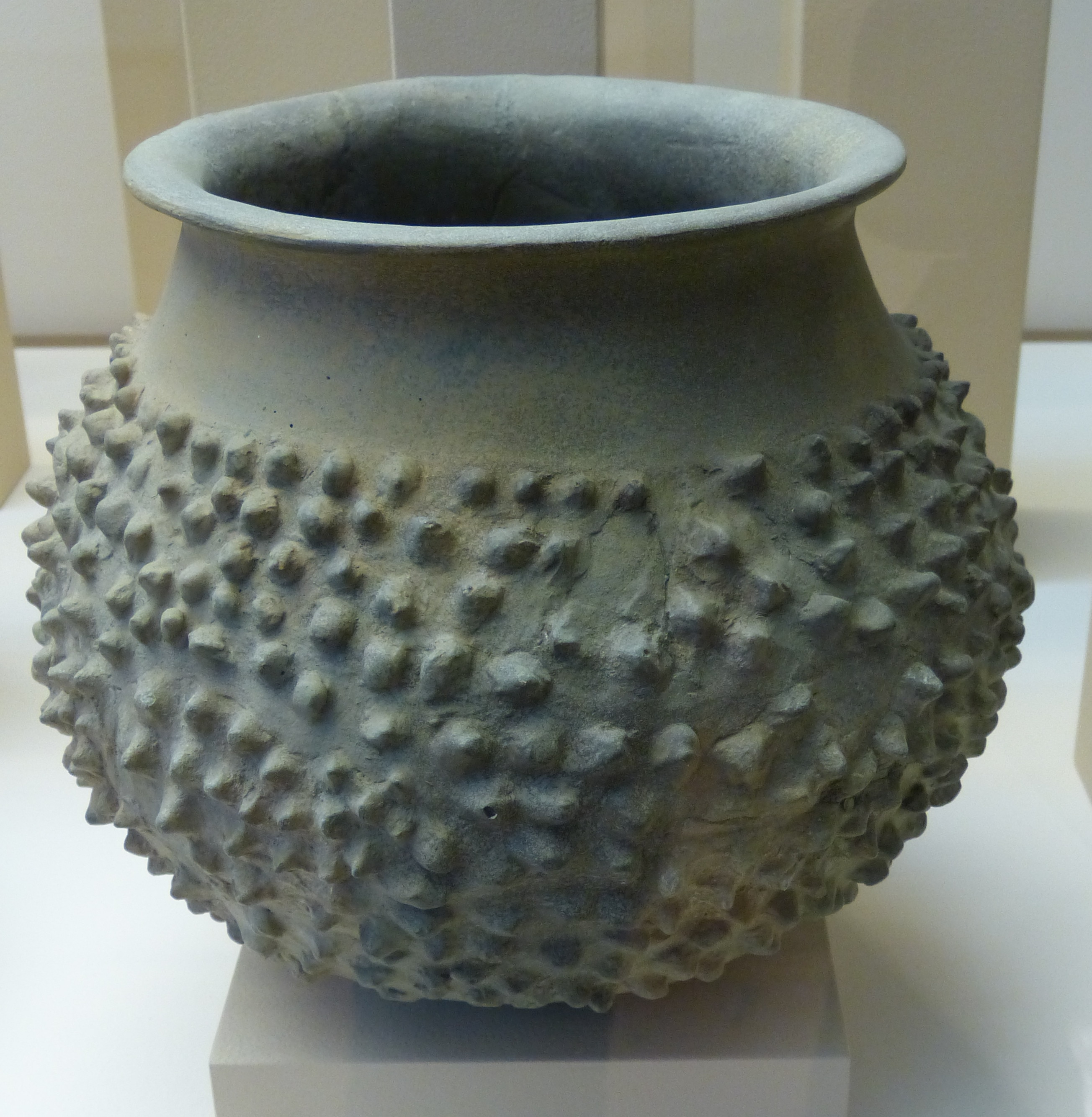
Vat van de Straubingcultuur
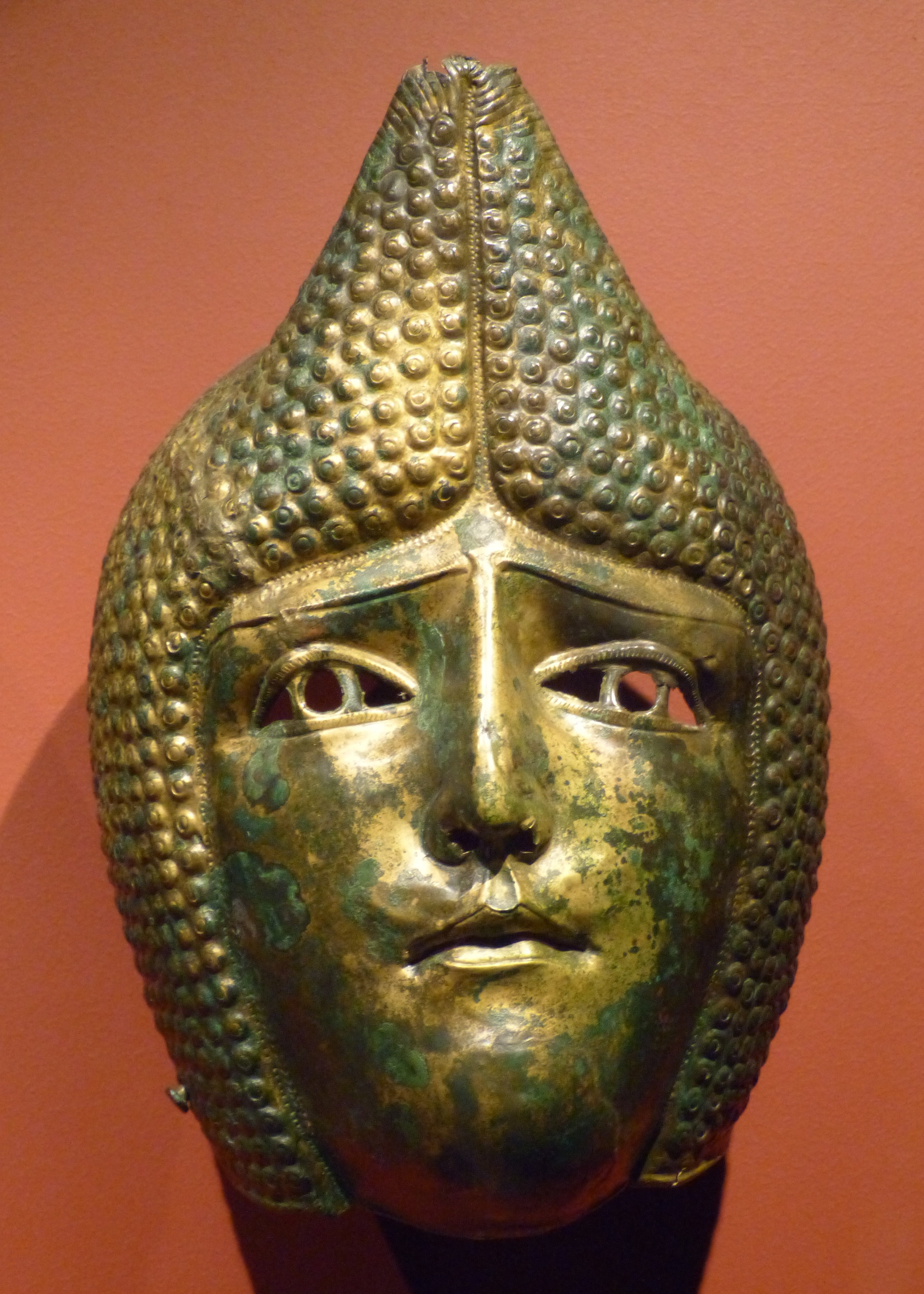
Gezichtshelm of -masker van de Romeinen
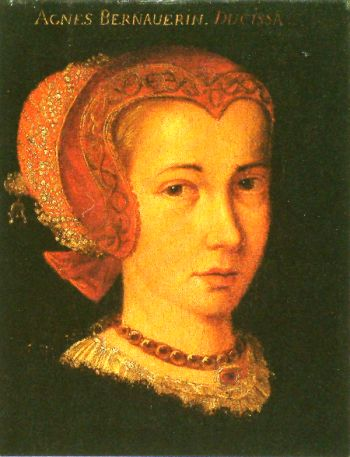
18e-eeuws portret van Agnes Bernauer, maker onbekend
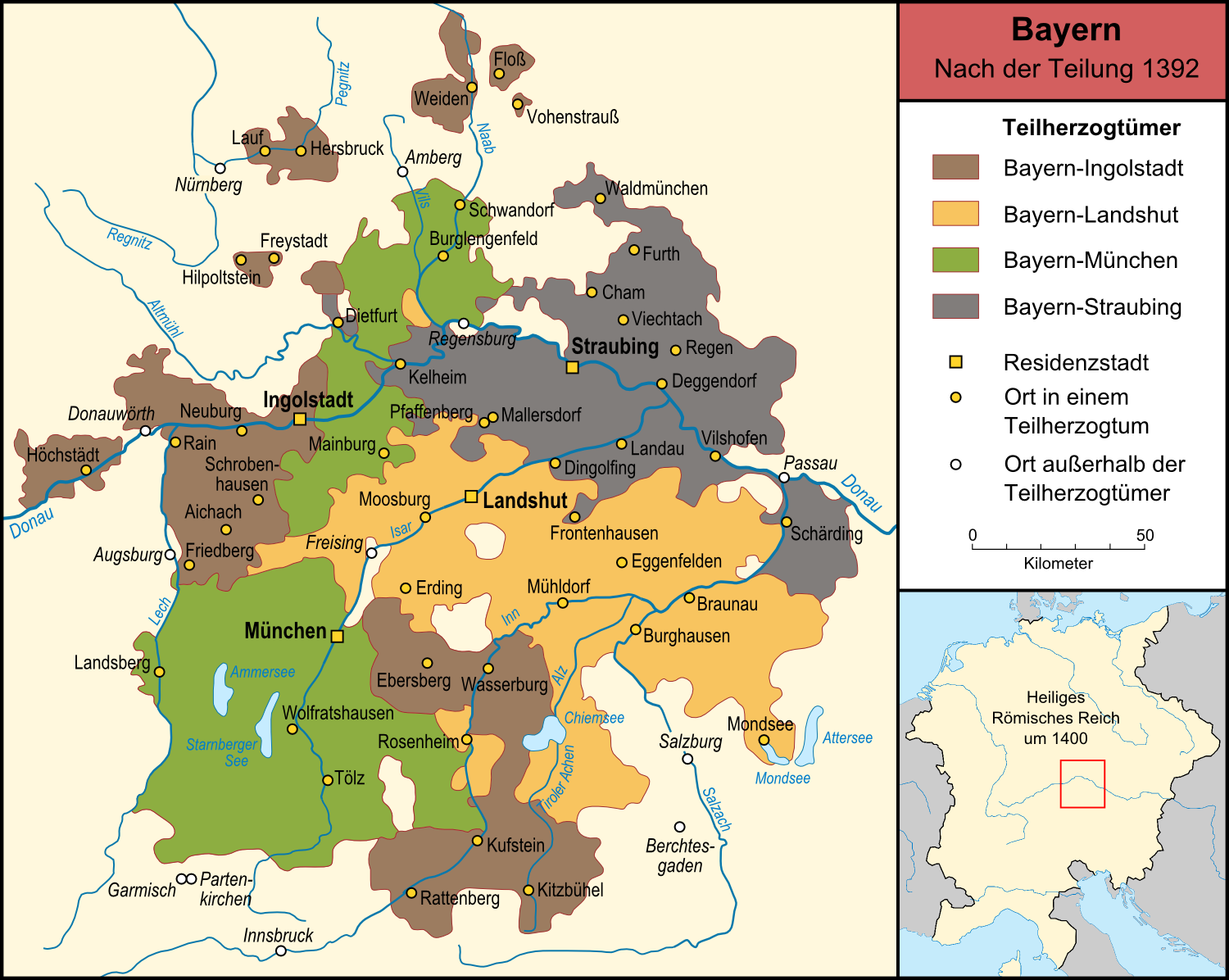
Verdeling van Beieren in deelhertogdommen in 1392
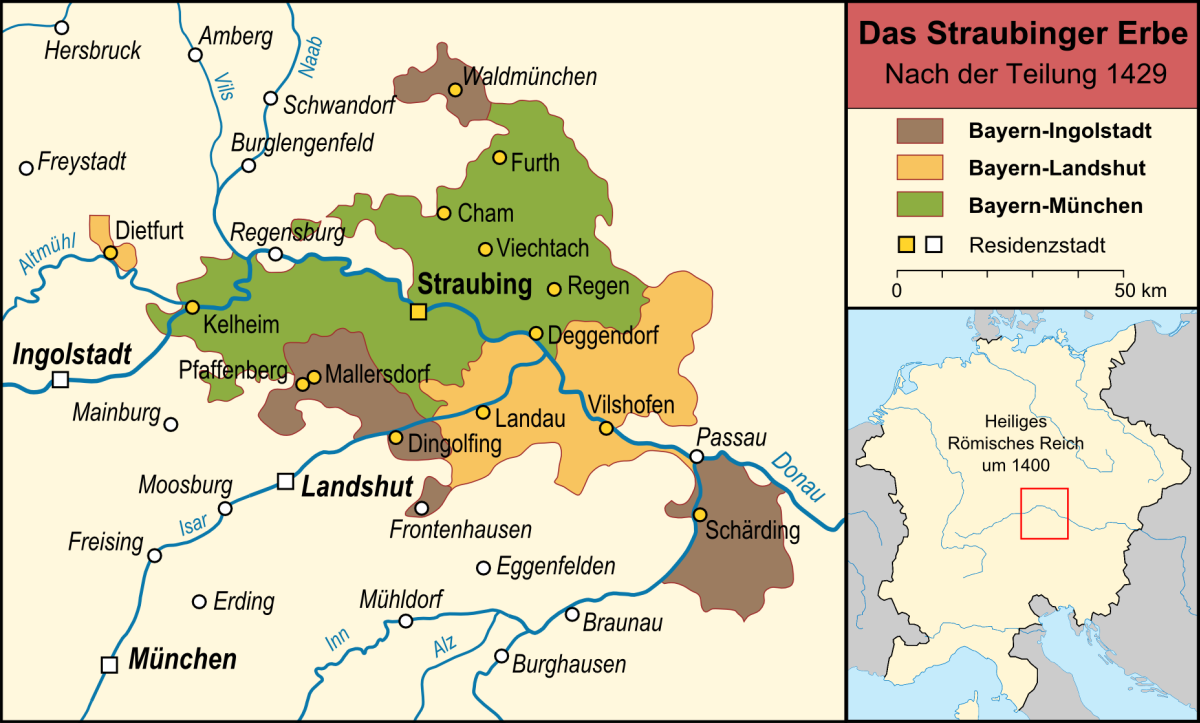
Verdeling van het deelhertogdom Bayern-Straubing in 1429

## Indeling van de stad
Straubing is in zes zogenaamde Gemarkungen (voormalige zelfstandige gemeenten) verdeeld, die ieder weer uit enkele Gemeindeteile, stadsdelen bestaan. Zie onderstaande tabel.
| \| Gemarkungs- nummer \| Gemarkung \| Oppervlakte km² \| Aantal inwoners, sept. 2011[10] \| Gemeindeteile \| \| ------------------ \| --------------------- \| --------------- \| ------------------------------- \| ---------------------------------------------------------------------------- \| \| 5612 \| Unterzeitldorn \| 1,57 \| 155 \| Unterzeitldorn, Gollau \| \| 5622 \| Kagers \| 6,40 \| 904 \| Kagers, Breitenfeld, Öberau \| \| 5623 \| Hornstorf \| 3,60 \| 408 \| Hornstorf, Sossau \| \| 5624 \| Alburg \| 21,86 \| 3781 \| Alburg, Harthof, Kay, Lerchenhaid, Mooshäusl, Oberast, Ringenberg, Wimpasing \| \| 5625 \| Straubing \| 19,84 \| 34136 \| Straubing, Frauenbründl, Gstütt, Im Königreich, Mitterast \| \| 5626 \| Ittling \| 14,33 \| 5124 \| Ittling, Gut Eglsee, Haid, Hofstetten, Oberöbling, Unteröbling \| \| \| Totaal stad Straubing \| 67,59 \| 44488 \| \| |                       |                 |                             |                                                                              |
| Gemarkungs- nummer | Gemarkung             | Oppervlakte km² | Aantal inwoners, sept. 2011 | Gemeindeteile                                                                |
| 5612 | Unterzeitldorn        | 1,57            | 155                         | Unterzeitldorn, Gollau                                                       |
| 5622 | Kagers                | 6,40            | 904                         | Kagers, Breitenfeld, Öberau                                                  |
| 5623 | Hornstorf             | 3,60            | 408                         | Hornstorf, Sossau                                                            |
| 5624 | Alburg                | 21,86           | 3781                        | Alburg, Harthof, Kay, Lerchenhaid, Mooshäusl, Oberast, Ringenberg, Wimpasing |
| 5625 | Straubing             | 19,84           | 34136                       | Straubing, Frauenbründl, Gstütt, Im Königreich, Mitterast                    |
| 5626 | Ittling               | 14,33           | 5124                        | Ittling, Gut Eglsee, Haid, Hofstetten, Oberöbling, Unteröbling               |
| | Totaal stad Straubing | 67,59           | 44488                       |                                                                              |

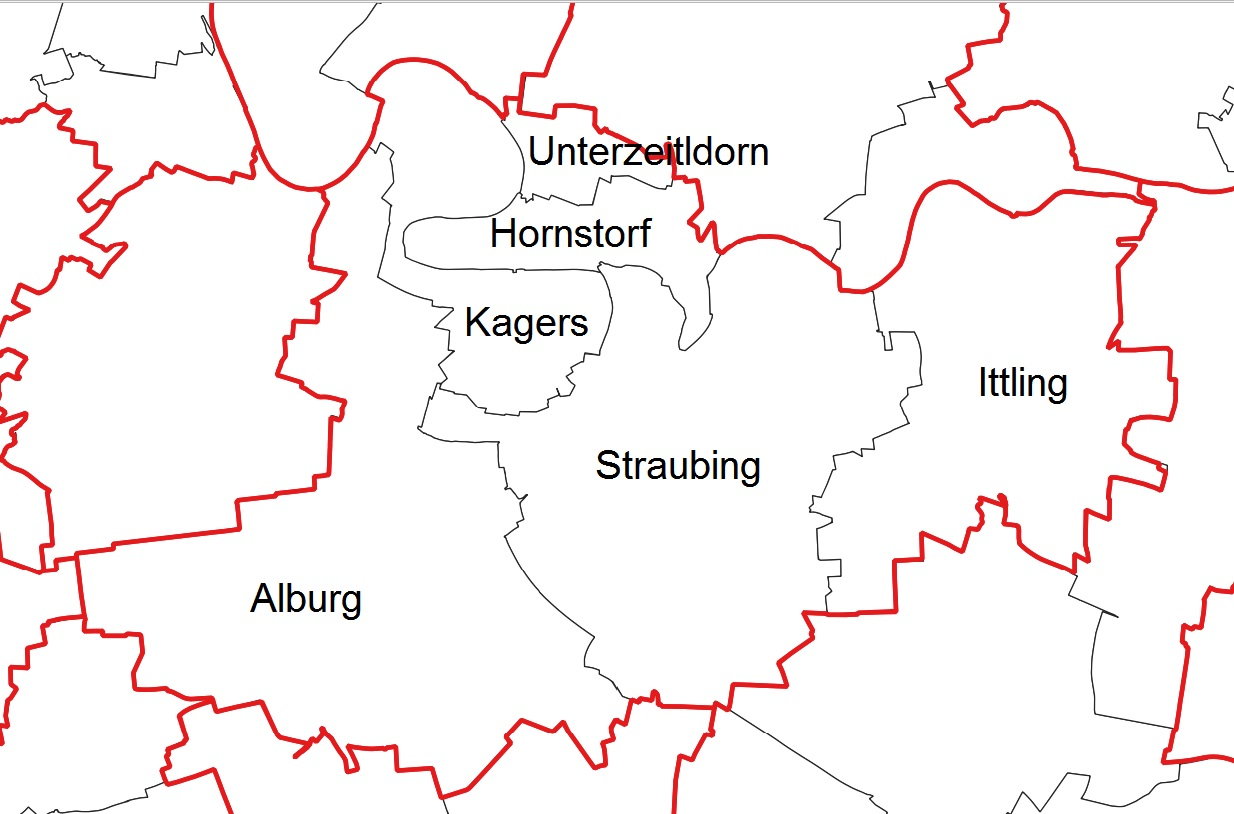
De zes Gemarkungen (stadsdelen) van Straubing
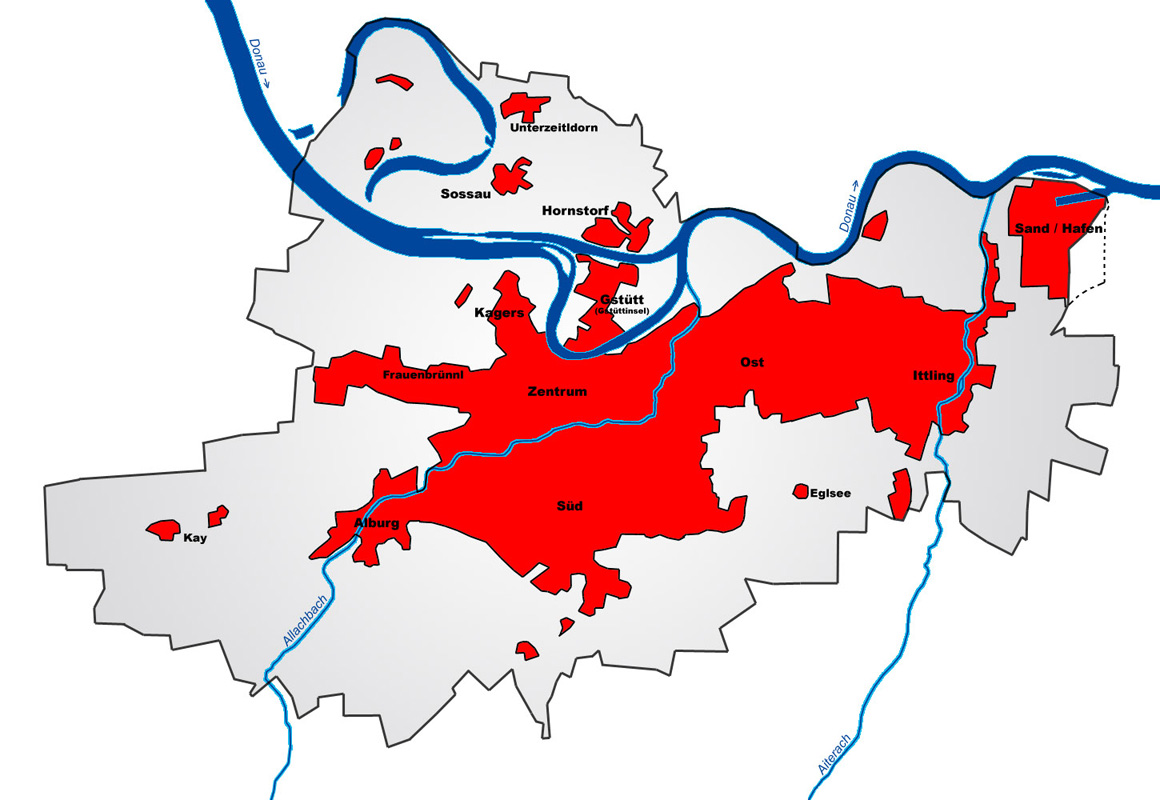
Bebouwd gebied in deze stadsdelen

## Geografie
De gemeente ligt aan de Donau. De eigenlijke stad ligt aan de zuidelijke (rechter) oever van die rivier. Straubing ligt in een vlakke laagte tussen middelgebergtes in. Dit heeft als gevolg, dat in de lente en de herfst vaker nevel of mist optreedt dan elders in de regio.

### Naburige belangrijke steden
- In het noordwesten: Regensburg, circa 50 km
- In het zuidoosten: Deggendorf, circa 30 km, en Passau, nog circa 40 km verderop
- In het zuidwesten: Landshut, circa 60 km, en München, nog 60 à 70 km verderop

### Buurgemeentes
Het gemeentegebied behoort niet tot, maar is wel geheel omgeven door de Landkreis Straubing-Bogen, waarvan het bestuur in Straubing gevestigd is. De volgende gemeenten grenzen aan Straubing: (in de richting van de wijzers van de klok, beginnend in het noorden):
- Kirchroth
- Parkstetten
- Bogen
- Aiterhofen
- Feldkirchen
- Geiselhöring
- Perkam
- Atting

## Bezienswaardigheden, evenementen, toerisme
- Straubing heeft een schilderachtig stadscentrum met vele historische bouwwerken.
  - Hiertoe behoort allereerst de in 1395 voltooide, gotische Sankt Jacobskirche (14e-16e eeuw), een der mooiste hallenkerken van Duitsland. Het gebouw is beroemd om zijn hoogaltaar en zijn glas-in-loodramen. Voor een zeer uitvoerige beschrijving van dit godshuis wordt verwezen naar onderstaande Duitse Wikipedia-link: Basilika St. Jakob (Straubing).
  - Ten oosten van de eigenlijke binnenstad, naast het ziekenhuis, staat in de wijk Altstadt de in romaanse stijl gebouwde St. Pieterskerk (Peterkirche). Deze kerk is gebouwd op de plek van een van de vroegere Romeinse castella.
  - De tegenwoordig 68 meter hoge Stadtturm, midden in Straubing, heeft een torenklok en kan, in het kader van een stadsrondleiding met gids, beklommen worden. Veel Straubingers beschouwen deze toren als het meest markante gebouw in hun stad.
  - Het stadhuis uit 1382 is nog steeds als zodanig in gebruik. In november 2016 werd het door brand verwoest. De herbouw, conform het originele gebouw, moet in 2026 [11] zijn voltooid.
  - Opvallend is ook de Drievuldigheidszuil uit 1709. Men had in 1704 een eed gezworen, een dergelijke zuil ter ere van de Heilige Drie-eenheid of Drievuldigheid op te richten, indien en voor het geval dat een belegering door de Oostenrijkers in dat jaar met een sisser zou aflopen. Het gebed werd verhoord: er viel slechts één dode in de stad, en de schade bleef beperkt, waarna deze zuil werd gebouwd.
  - In de stad staat ook een groot, voormalig hertogelijk slot uit de 14de eeuw, waar een belastingkantoor in is gehuisvest. Enkele vertrekken in het kasteel worden gebruikt voor wisselende tentoonstellingen van beeldende kunst e.d.. Op de binnenplaats van het kasteel vinden elke vier jaar de Agnes-Bernauer-Festspiele plaats. Dit is een reeks opvoeringen (uitgevoerd door amateur-toneelspelers uit de regio) van een toneelstuk over leven en sterven van de in 1435 te Straubing door verdrinking terechtgestelde Agnes Bernauer.
- In het Gäubodenmuseum in de stad is de afdeling archeologie van internationale betekenis. Er is o.a. het grootste deel van de Romeinse schat (o.a. gezichtsmaskers) tentoongesteld.
- In de dorpen rondom de stad staan diverse, meestal barokke kerken; zie onderstaande afbeeldingen. De belangrijkste van deze kerken is de Maria-bedevaartkerk van Frauenbrünnl, waarvan het interieur als een hoogtepunt van de barok in Beieren wordt beschouwd.
- Ten westen van de stad ligt de dierentuin van Straubing.
- Jaarlijks vindt (sinds 1812) medio augustus een groot volksfeest plaats, het Gäubodenfest, met kermis, markt, muziekuitvoeringen, paardenrennen e.d. In 2019 trok het 1,4 miljoen bezoekers, en was dat jaar, op het (er ietwat op lijkende) Münchener Oktoberfest na, het drukst bezochte volksfeest van Beieren. De locatie van het feest is het terrein Am Hagen aan de noordwestelijke rand van de stad.

## Verkeer, infrastructuur

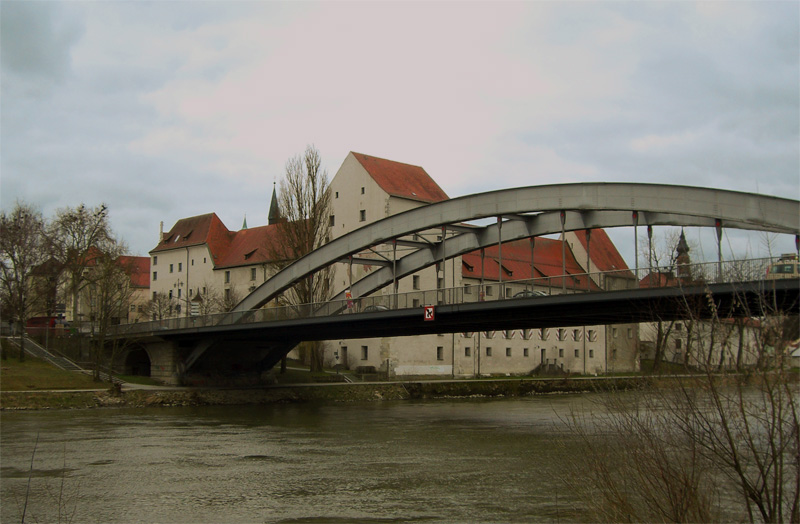
Brug over de Donau nabij het hertogelijk slot

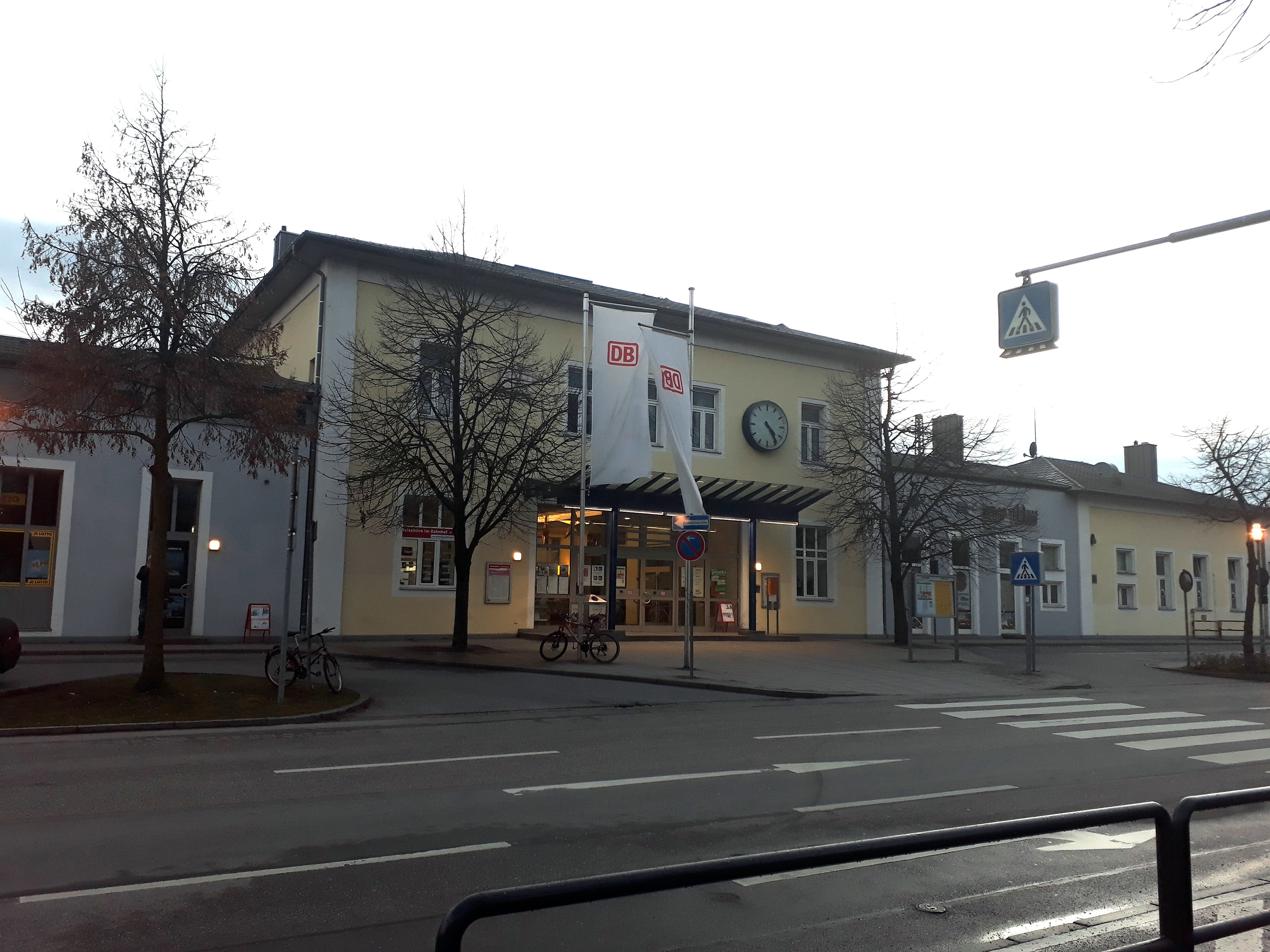
Station

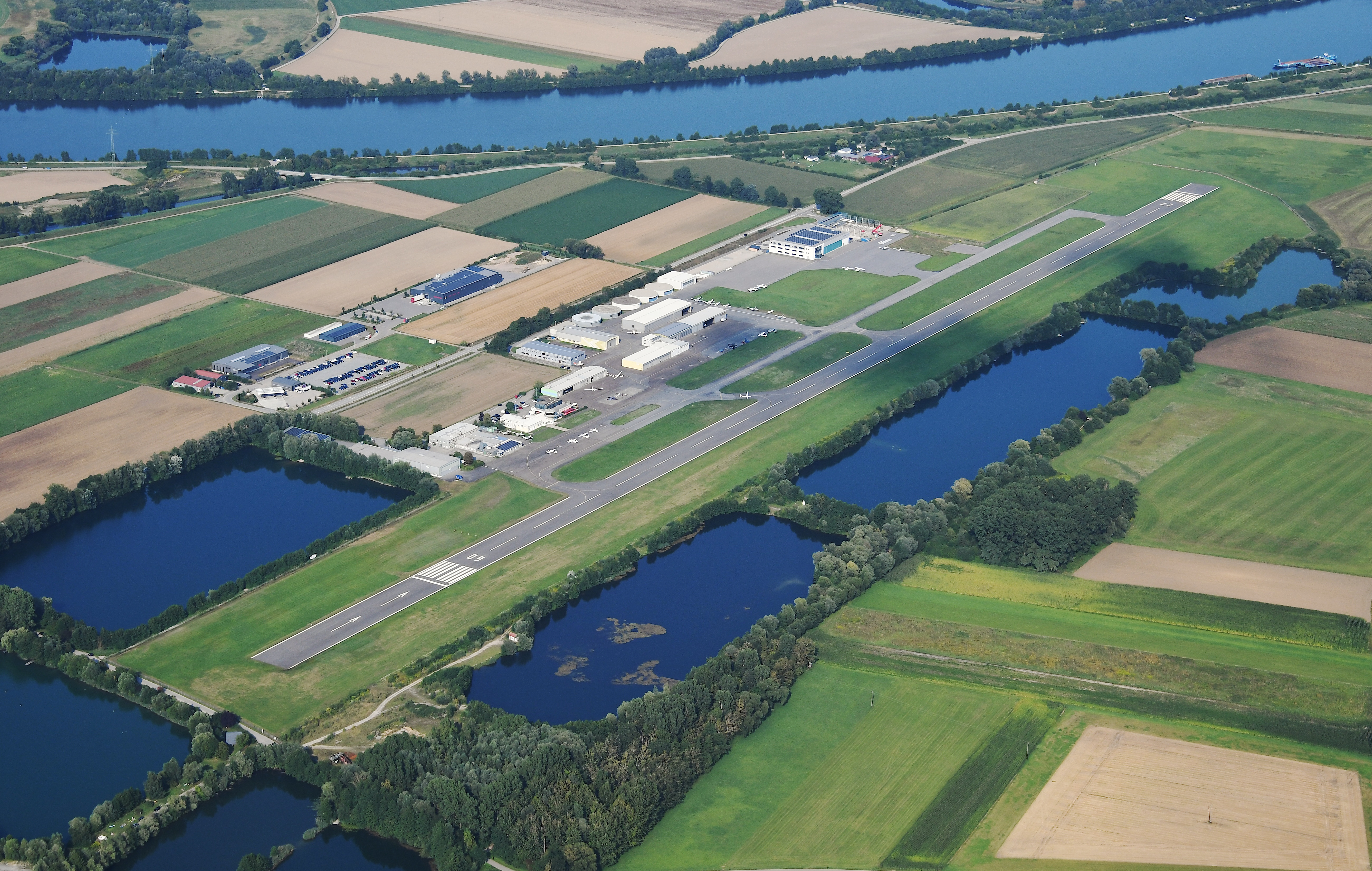
Vliegveld

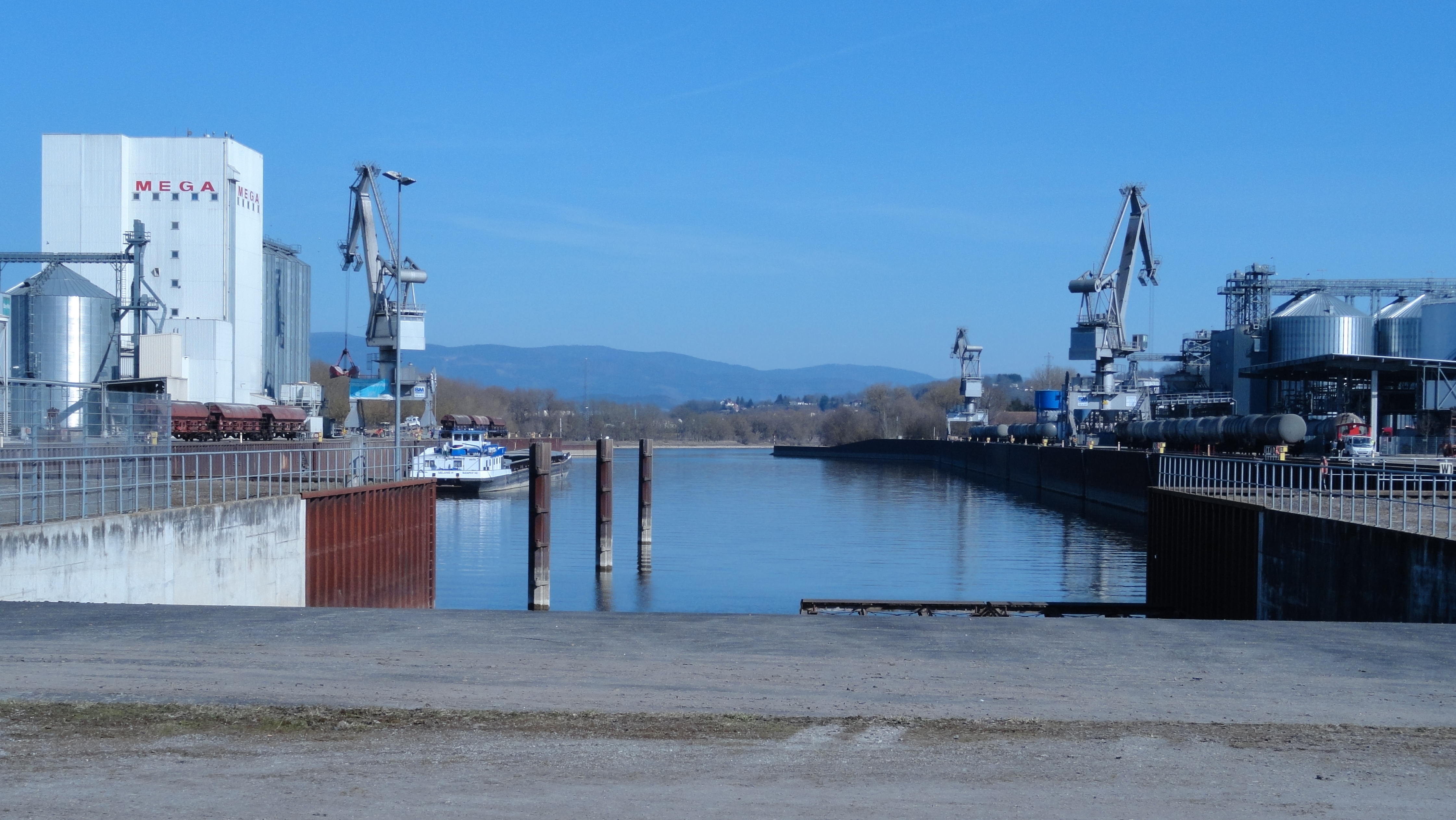
Haven Straubing-Sand

Door de gemeente lopen de hoofdwegen Bundesstraße 8 (west<>oost) en Bundesstraße 20 (noord<>zuid), die elkaar te Aiterhofen, ten zuidoosten van Straubing, kruisen. De B 20 loopt door de industrieterreinen van stadsdeel Ittling. Zes kilometer ten noorden van Ittling sluit de B 20 aan op de Autobahn A3 (afrit 106).
Station Straubing (in 2020 gerenoveerd) is stopplaats voor passagierstreinen van en naar:
- Passau Hauptbahnhof
- Regensburg Hauptbahnhof (in enkele gevallen met overstap te Obertraubling, enkele kilometers ten zuiden van Regensburg)
- Bogen. Aan het spoorlijntje naar Bogen liggen nog de spoorweghaltes Straubing-Ost en Ittling. In 2024 is ook een halte Sand, nabij het industrieterrein Straubing-Sand en de binnenhaven, geopend. Tevens takt een goederenspoorlijntje vanaf deze haven op de lijn Straubing-Bogen aan.

Straubing heeft een beperkt stadsbusnet.
Vijf kilometer ten noordwesten van het centrum van Straubing, binnen de gemeentegrenzen van Atting, ligt een klein vliegveld, Flugplatz Straubing-Wallmühle. Het heeft IATA-code: RBM en ICAO-code: EDMS. Het heeft een geasfalteerde start- en landingsbaan van 1350 m × 30 m.
In het uiterste noordoosten van de gemeente ligt aan de Donau de in 1996 aangelegde binnenhaven Straubing-Sand. Deze haven is ook voorzien van een goederenspoorlijntje.

## Economie, hoger onderwijs

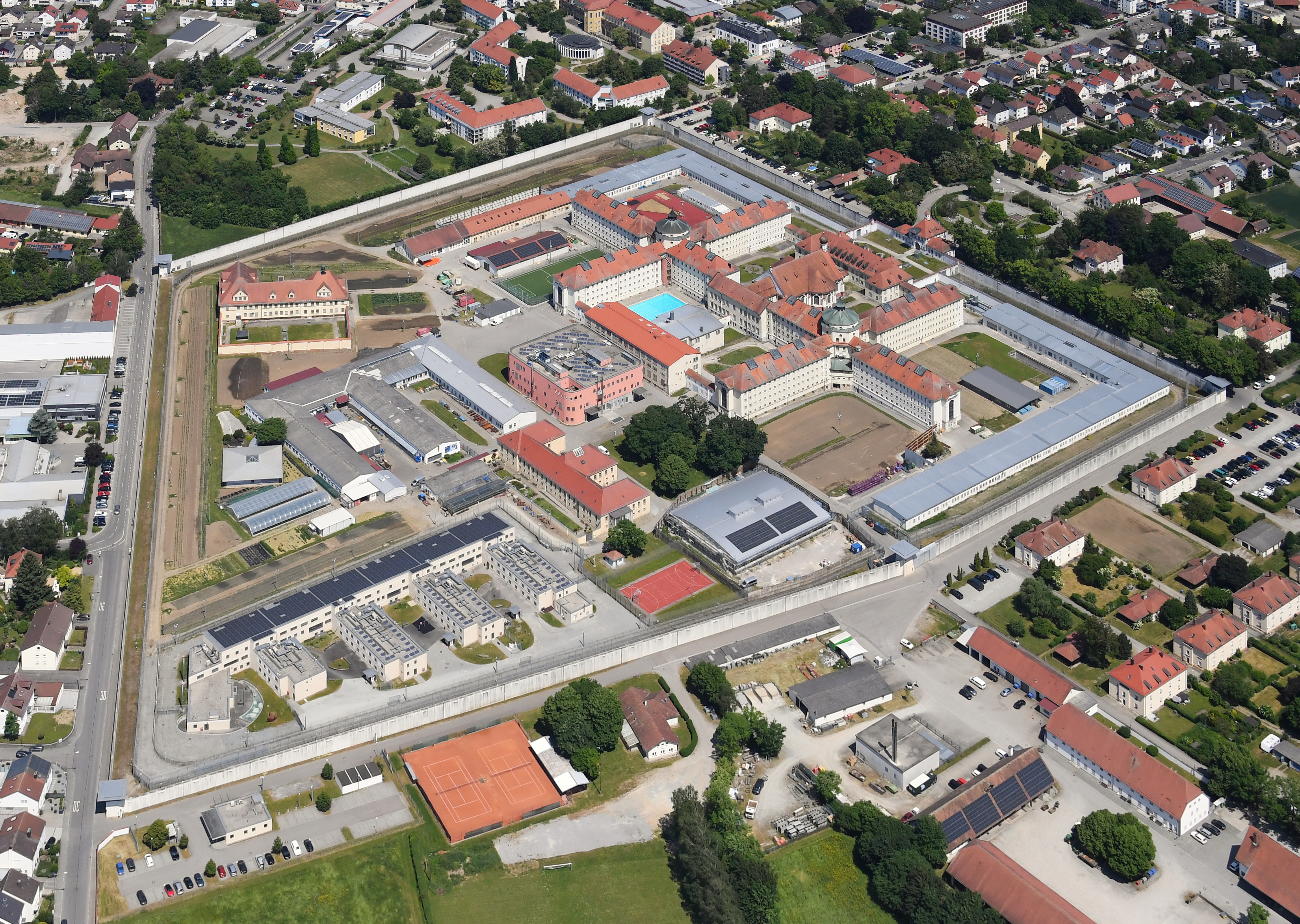
Gevangenis

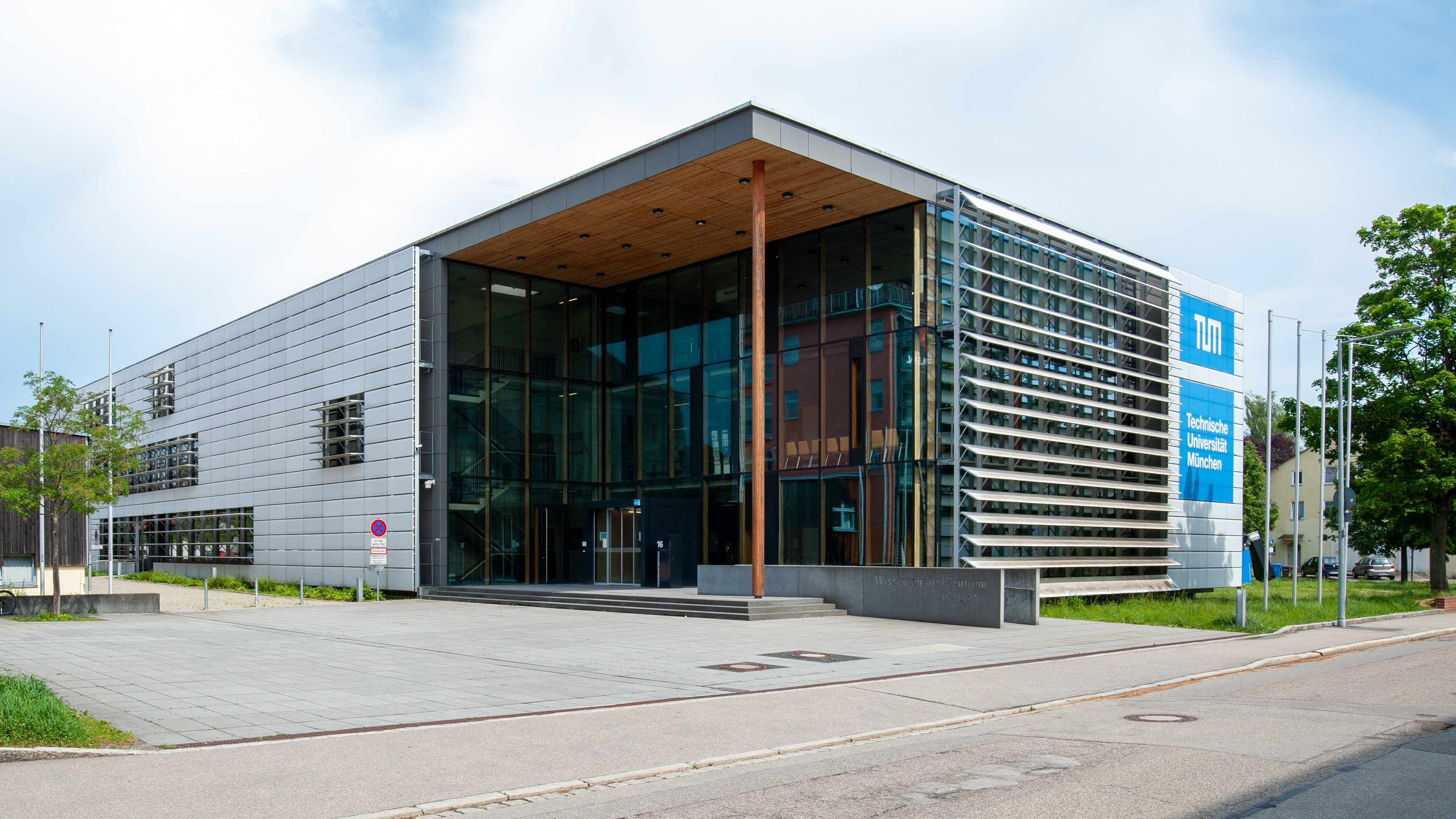
TUMCS-gebouw

- Straubing is de grootste stad in het vlakke en vruchtbare, sinds de laatste ijstijd (Würm Glaciaal) met een metersdikke laag löss bedekte akkerbouwgebied, dat Gäuboden wordt genoemd. Er worden, naast aardappelen, mais en tarwe, veel suikerbieten verbouwd. Deze ligging was ook aanleiding tot de vestiging van bedrijven en research-instituten op het gebied van biotechnologie, zie hierna.
- Sinds 1884 bestaat te Straubing de firma Völkl, die aanvankelijk koetsen, maar vooral na de Tweede Wereldoorlog, ski's en snowboards is gaan maken. Het bedrijf zetelt sinds het eind van de 20e eeuw in Zwitserland, maar heeft nog wel een fabriek te Straubing.
- De stad beschikt over drie industrieterreinen, waarvan dat direct ten oosten van de stad, en het terrein rondom de binnenhaven Straubing-Sand, aan de oostgrens van de gemeente, modern ingericht zijn, en aan zowel middelgrote en kleine industrie- en handelsbedrijven als aan distributiecentra plaats bieden.
- Dynacord te Straubing, een dochteronderneming van Bosch, verzorgt sedert 1946 professionele geluidstechniek.
- Sedert 1902 staat er te Straubing een grote gevangenis (Justizvollzugsanstalt, JVA), waar anno 2021 voor 845 gedetineerden plaats is. Er is hier ook een opleidingsinstituut voor gevangenispersoneel gevestigd. De gevangenis behoort tot de grootste werkgevers van Straubing.
- Sedert 2001 is te Straubing het KoNaRo gevestigd. Dit is een cluster van research- en adviesinstituten en -ondernemingen op het gebied van nachwachsende Rohstoffe, Nederlands: vernieuwbare hulpbronnen. Hieronder valt o.a. gebruik van biomassa en nieuwe toepassingen van hout en andere, duurzame plantaardige grondstoffen.
- Sedert 2017 beschouwt Straubing zich als universiteitsstad. In dat jaar verplaatste de Technische Universiteit München een gedeelte van haar activiteiten naar Straubing. De deeluniversiteit TUMCS (TUM Campus Straubing für Biotechnologie und Nachhaltigkeit) maakt deel uit van het bovengenoemde KoNaRo. Men kan er o.a. afstuderen als ingenieur op het gebied van allerlei soorten duurzame technologie.

## Sport
- Te Straubing is de ijshockeyclub Straubing Tigers gevestigd, die over een eigen ijsstadion aan de westkant van de stad beschikt.
- Aan de zuidkant van Straubing ligt een paardenrenbaan (Trabrennbahn Straubing).
- Liefhebbers van (zeer) lange fietstochten komen in Straubing goed aan hun trekken. Verscheidene langeafstands-fietsroutes, waaronder de internationale Donauradweg, lopen langs de stad.

## Klimaat
| Maand                  | jan   | feb   | mrt   | apr  | mei  | jun  | jul  | aug  | sep  | okt  | nov   | dec   | Jaar  |
| ---------------------- | ----- | ----- | ----- | ---- | ---- | ---- | ---- | ---- | ---- | ---- | ----- | ----- | ----- |
| Hoogste maximum (°C)   | 15,3  | 17,3  | 22,2  | 29,3 | 30,3 | 33,3 | 35,3 | 34,6 | 32,9 | 26,0 | 20,2  | 13,4  | 35,3  |
| Gemiddeld maximum (°C) | 1,0   | 4,4   | 8,8   | 14,8 | 19,7 | 22,8 | 24,6 | 24,1 | 19,0 | 13,5 | 6,6   | 2,0   | 13,4  |
| Gemiddeld minimum (°C) | −4,9  | −3,3  | −0,1  | 3,5  | 8,1  | 11,2 | 12,8 | 12,4 | 8,4  | 4,5  | 0,9   | −3,1  | 4,2   |
| Laagste minimum (°C)   | −23,3 | −21,2 | −16,4 | −2,9 | −1,8 | 3,4  | 4,9  | 6,3  | 1,9  | −4,7 | −10,9 | −18,5 | −23,3 |
|                        |       |       |       |      |      |      |      |      |      |      |       |       |       |
| Neerslag (mm)          | 43    | 44    | 56    | 39   | 75   | 76   | 84   | 68   | 65   | 48   | 50    | 49    | 697   |
| Bron: WeerOpReis.com   |       |       |       |      |      |      |      |      |      |      |       |       |       |

## Partnergemeentes
Straubing onderhoudt jumelages met:
- Romans-sur-Isère, Frankrijk, sedert 1971
- Wels, Oostenrijk, sedert 1972
- Tuam, Ierland, sedert 1991

## Bekende inwoners van Straubing

### Geboren
- Thomas Naogeorgus (1508), theoloog en schrijver
- Ulrich of Utz Schmidl, (1510-1580 of 1581 in Regensburg), Duits landsknecht in dienst van de Spaanse conquistadores, tussen 1535 (stichting van de Argentijnse hoofdstad Buenos Aires) en 1554 actief in Zuid-Amerika; schreef een uitvoerig reisverslag van zijn belevenissen, waarvan moderne historici het waarheidsgehalte sterk uiteenlopend beoordelen; later uit Straubing verdreven om zijn lutherse geloof
- Jakob Sandtner (16e eeuw), houtsnijder en -draaier uit Straubing, beroemd om een aantal nauwkeurige, voor de geschiedwetenschap waardevolle, maquettes van Straubing en andere Beierse steden.[13]
- Emanuel Schikaneder (1751-1812), musicus en schrijver van libretti voor opera's
- Joseph von Fraunhofer (1787-1826), natuurkundige
- Ludwig Mayr-Falkenberg (1893-1962), diplomaat
- Rex Gildo (1936-1999), schlagerzanger
- Michael Karoli (1948), musicus
- Gerda Hasselfeldt (1950), vooraanstaand politica (oud-minister), voorzitster van het Duitse Rode Kruis
- Hanni Wenzel (1956), alpineskiester
- Christian Gerhaher (1969), operazanger (bariton)
- Markus Weinzierl (1974), voetbaltrainer
- Elli Erl (1979), zangeres
- Eric Martel (2002), voetballer

## Afbeeldingen

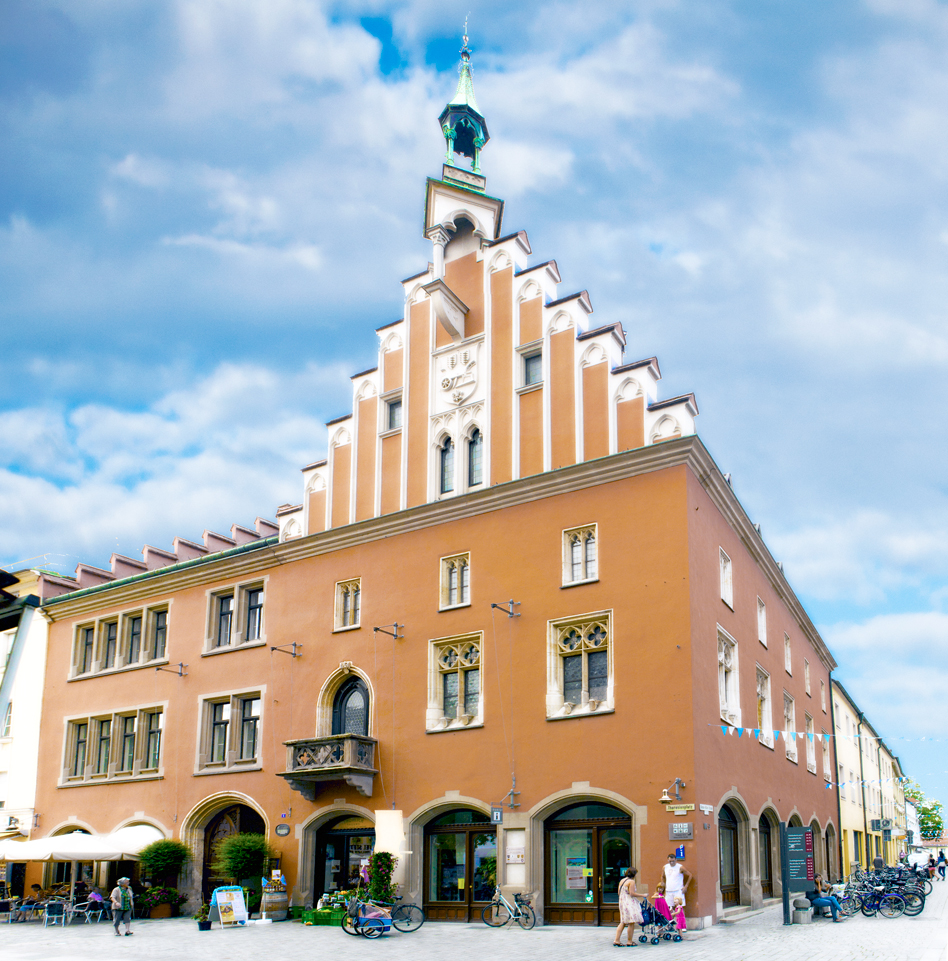
Stadhuis
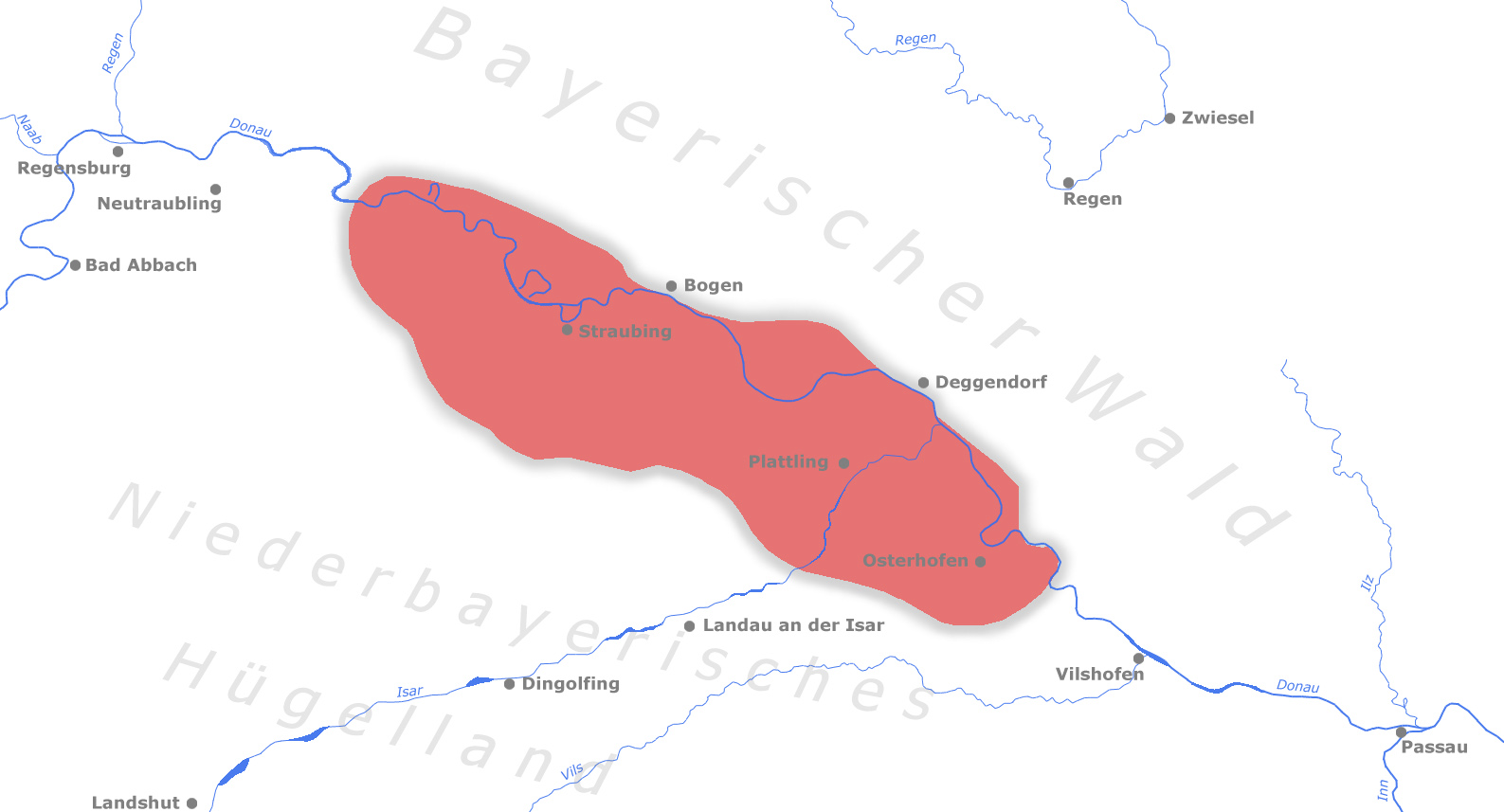
Situering Gäuboden
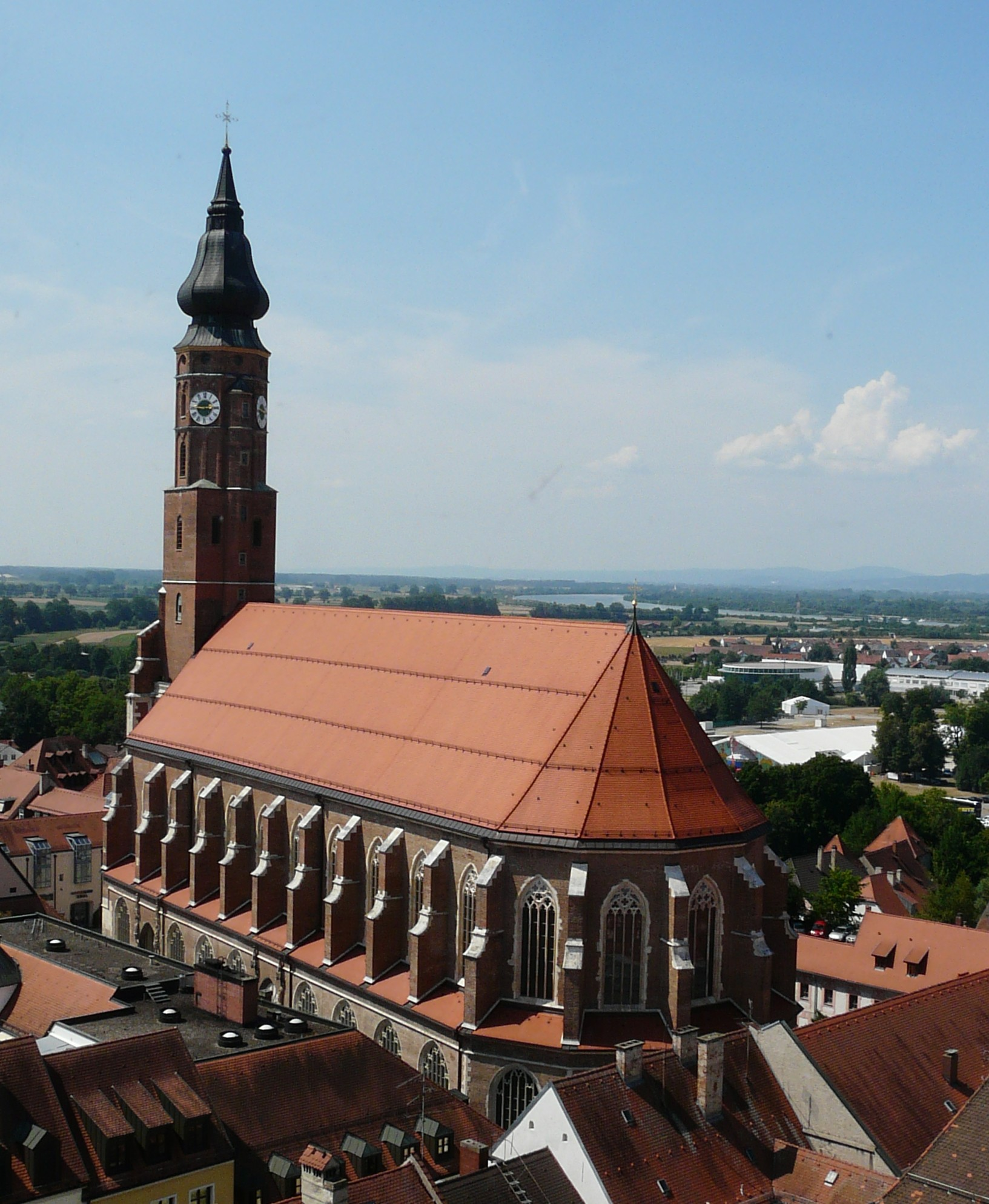
St. Jacobskerk (1395)
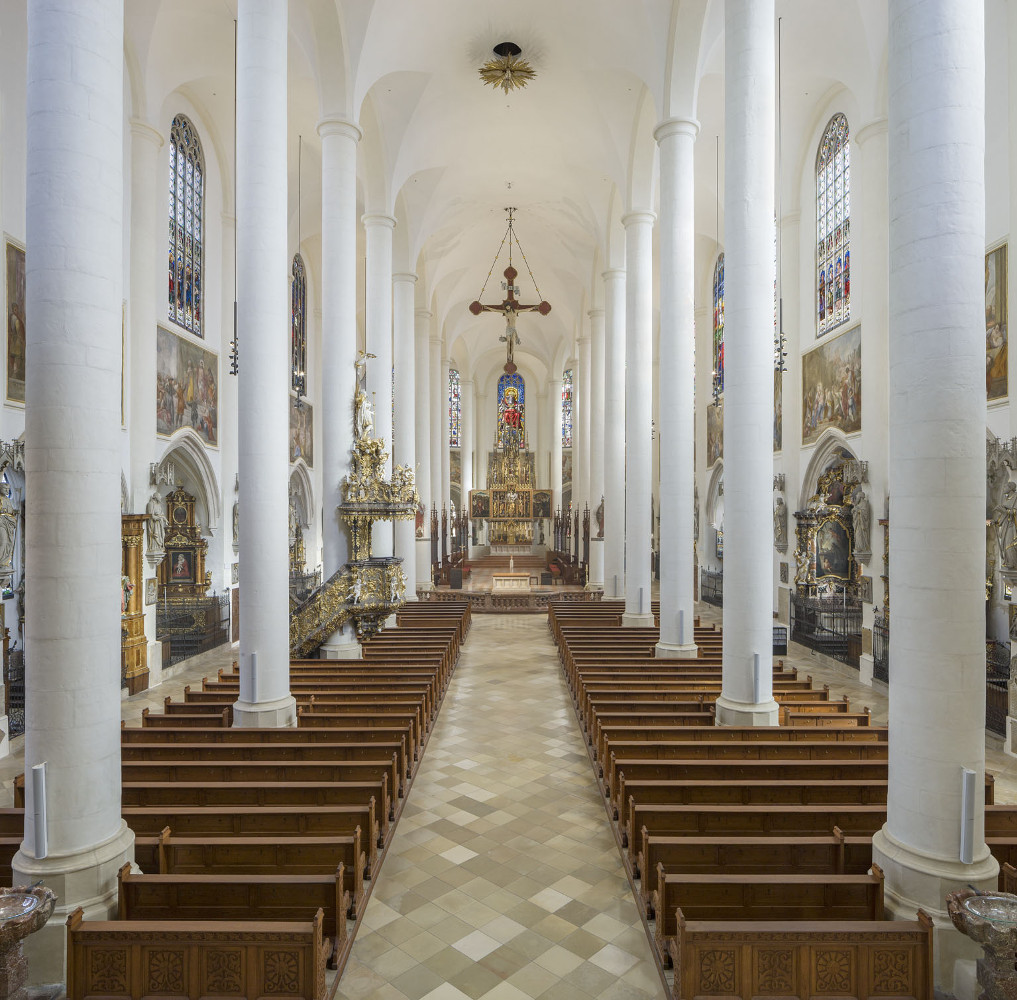
Interieur van deze kerk
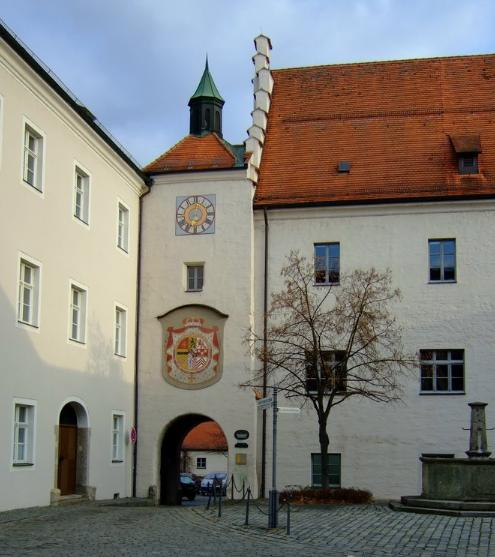
Hertogelijk slot, toren met poort
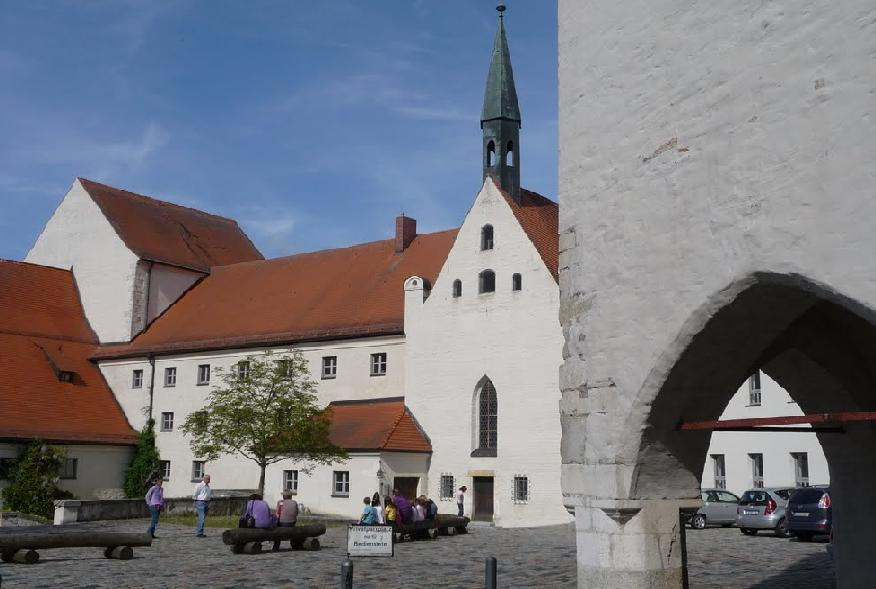
Idem, binnenplaats
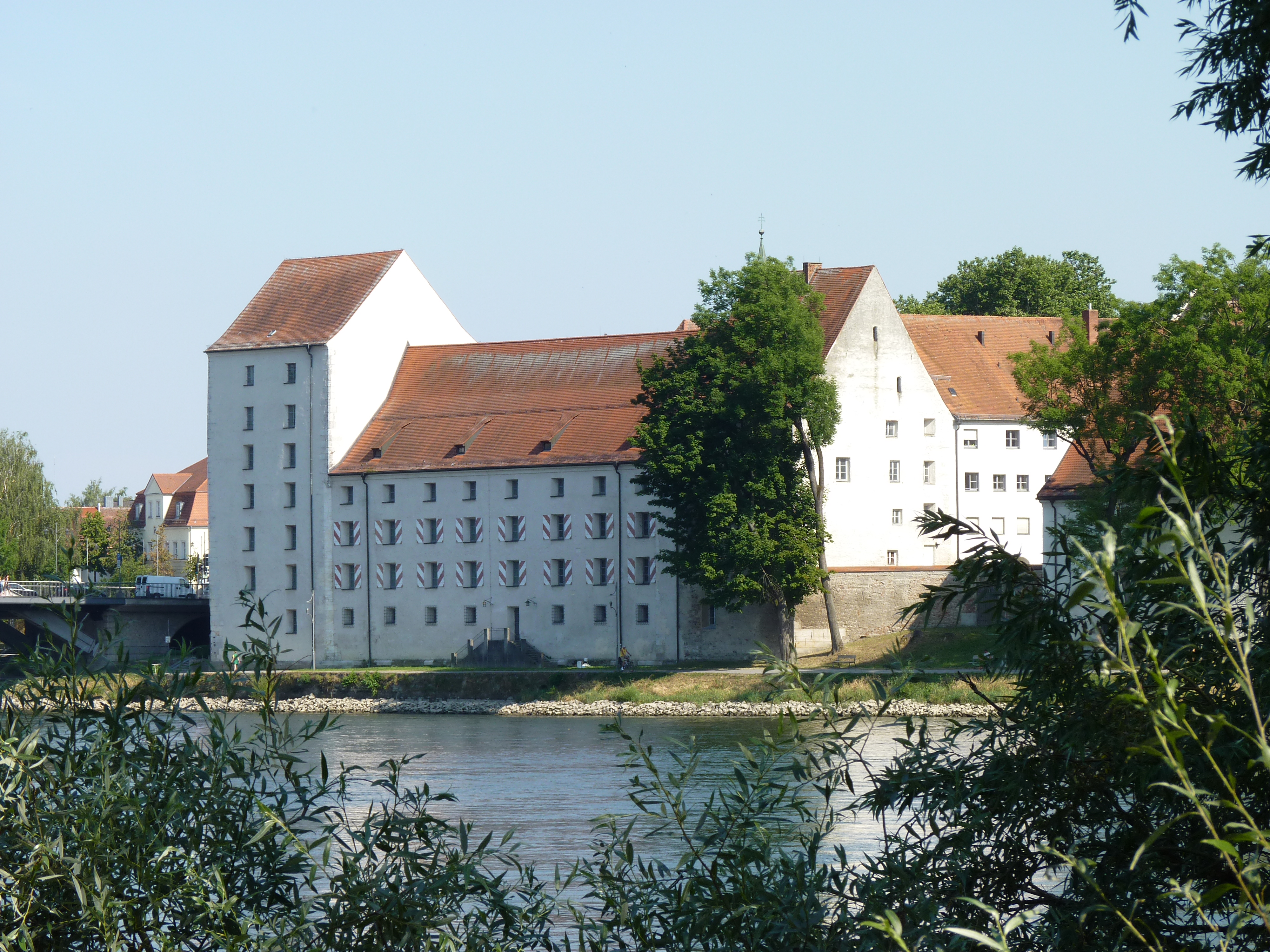
Idem, gezien vanaf de andere kant van de Donau
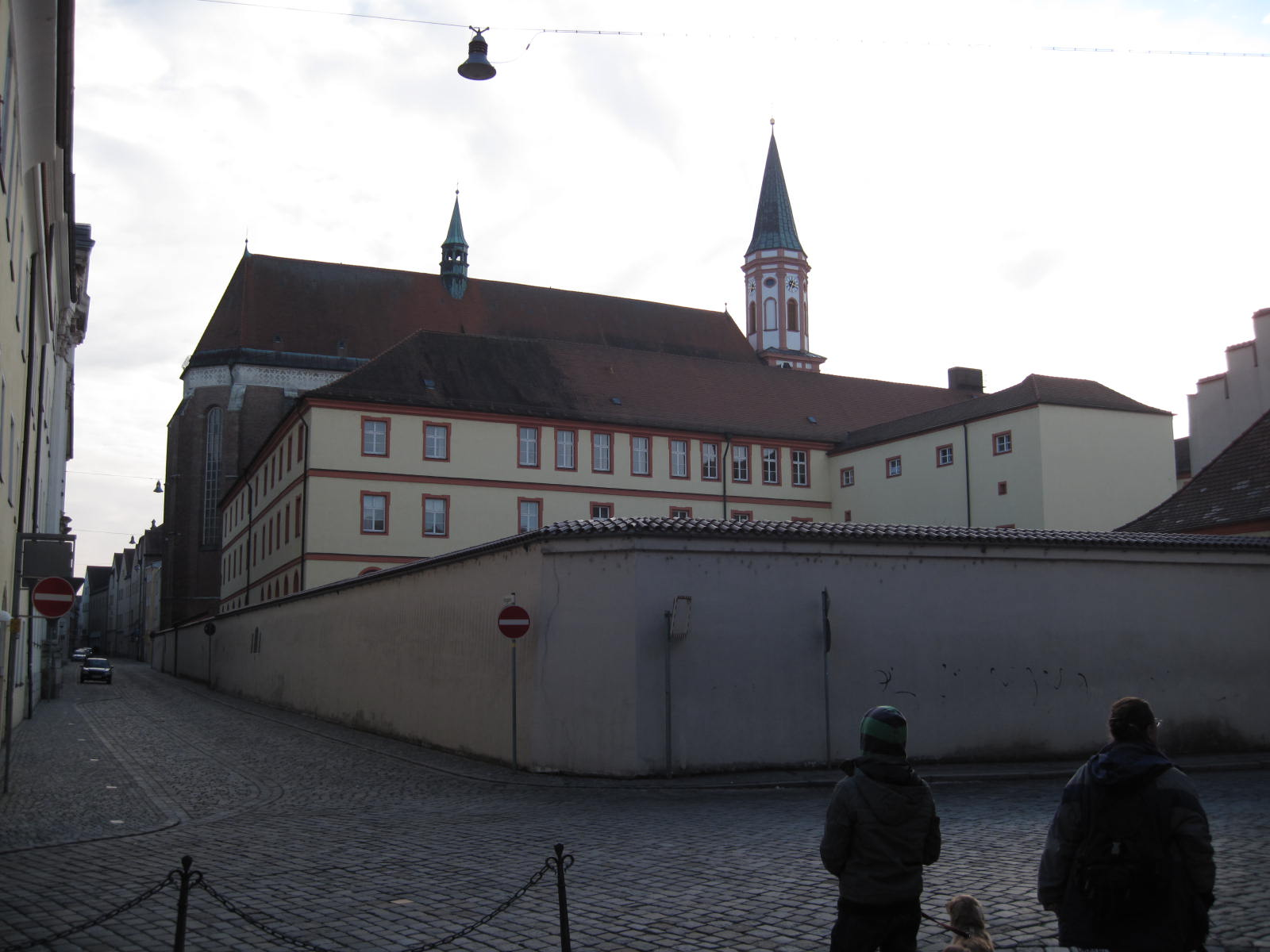
Karmelietenklooster
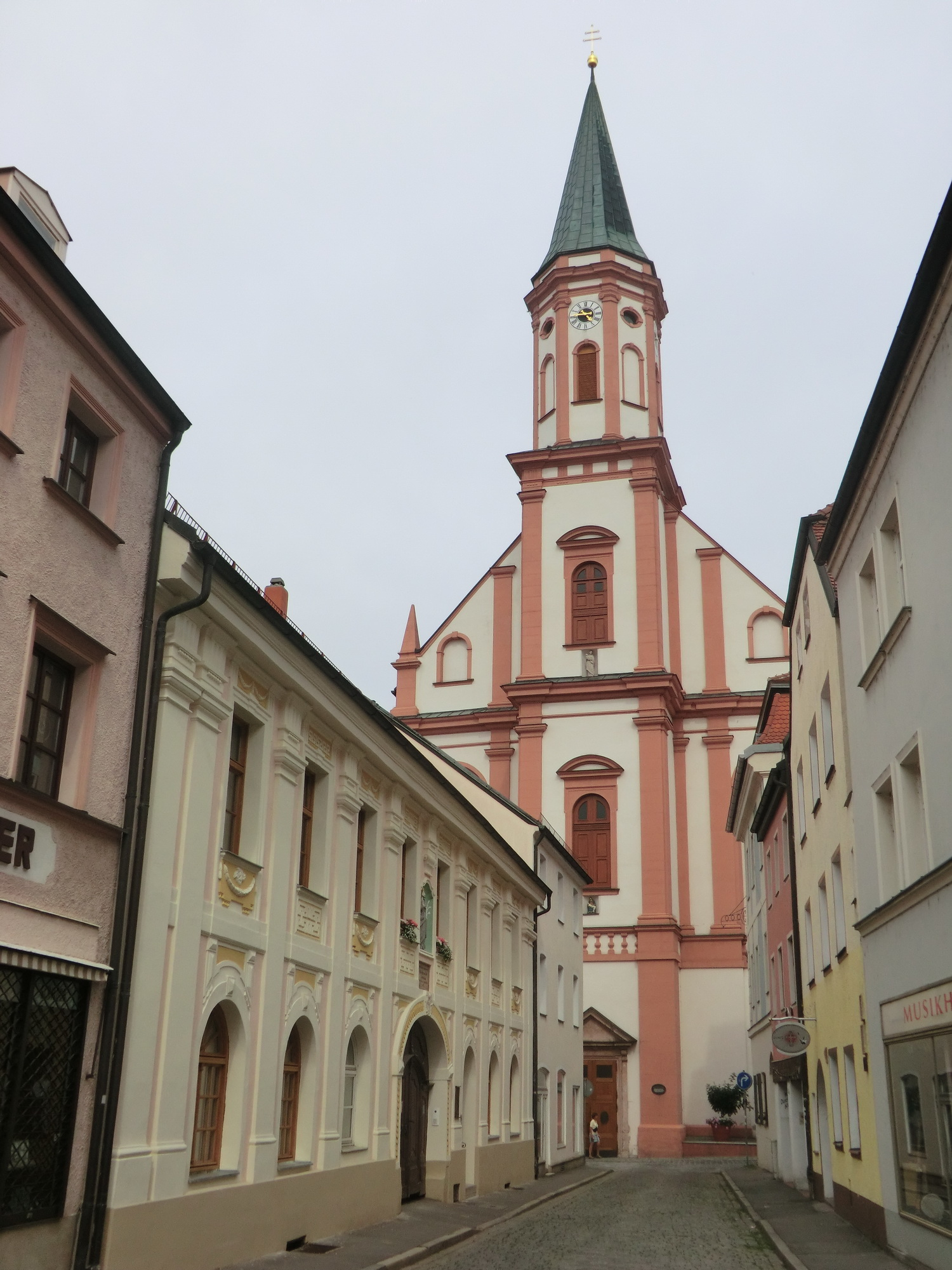
De Karmelietenkerk
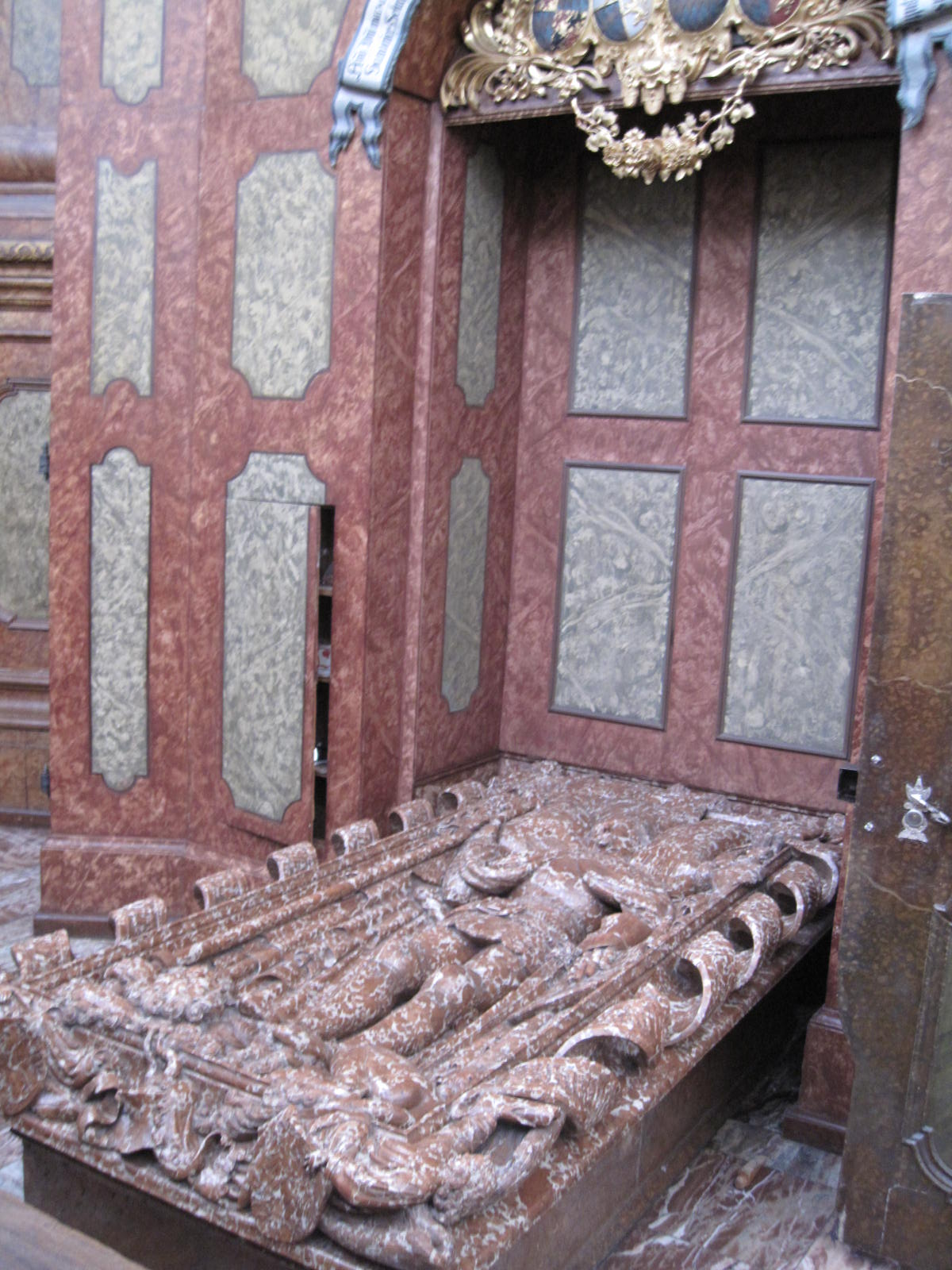
Grafmonument Albrecht II van Beieren in deze kloosterkerk
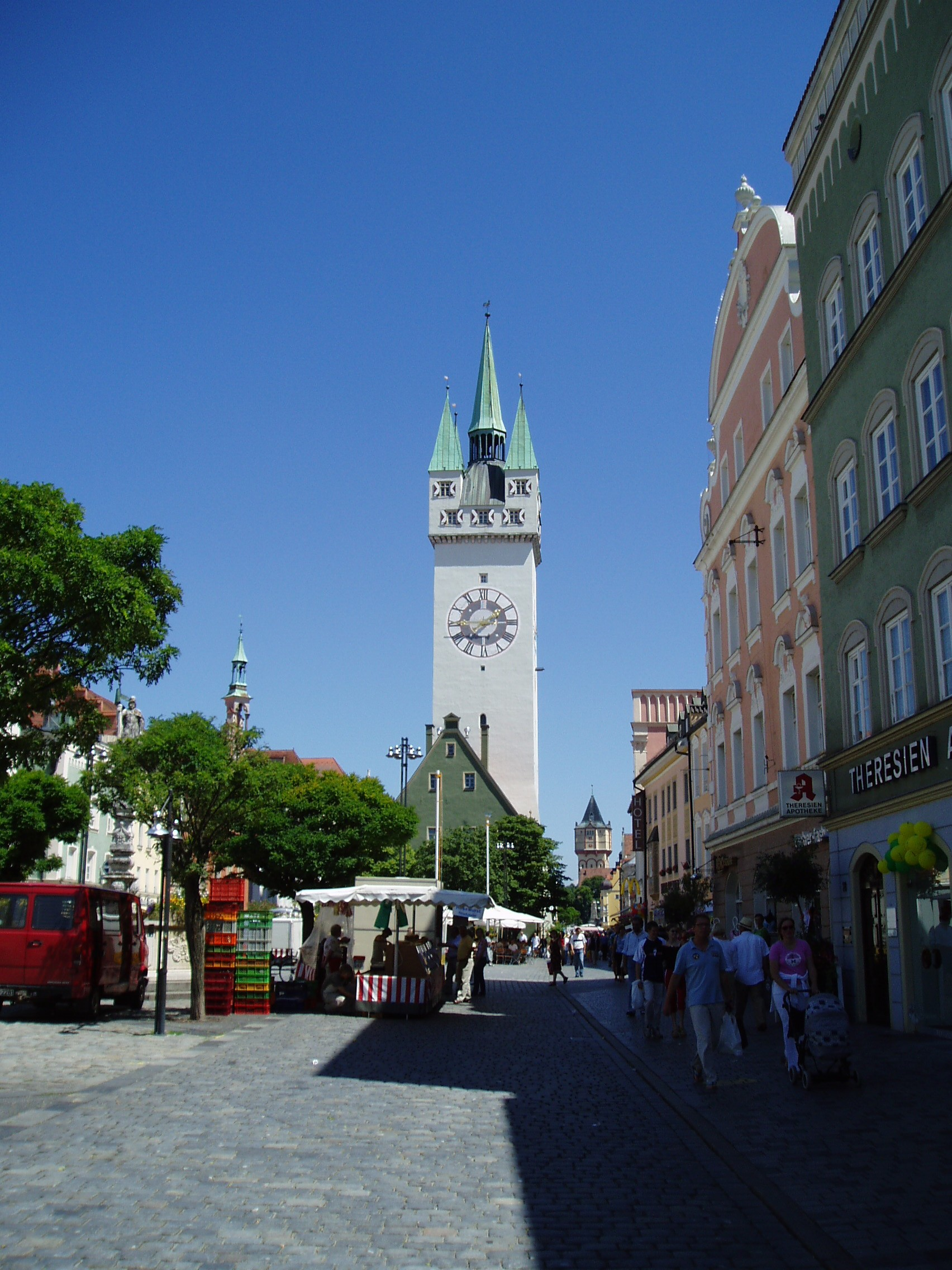
De Stadtturm van Straubing
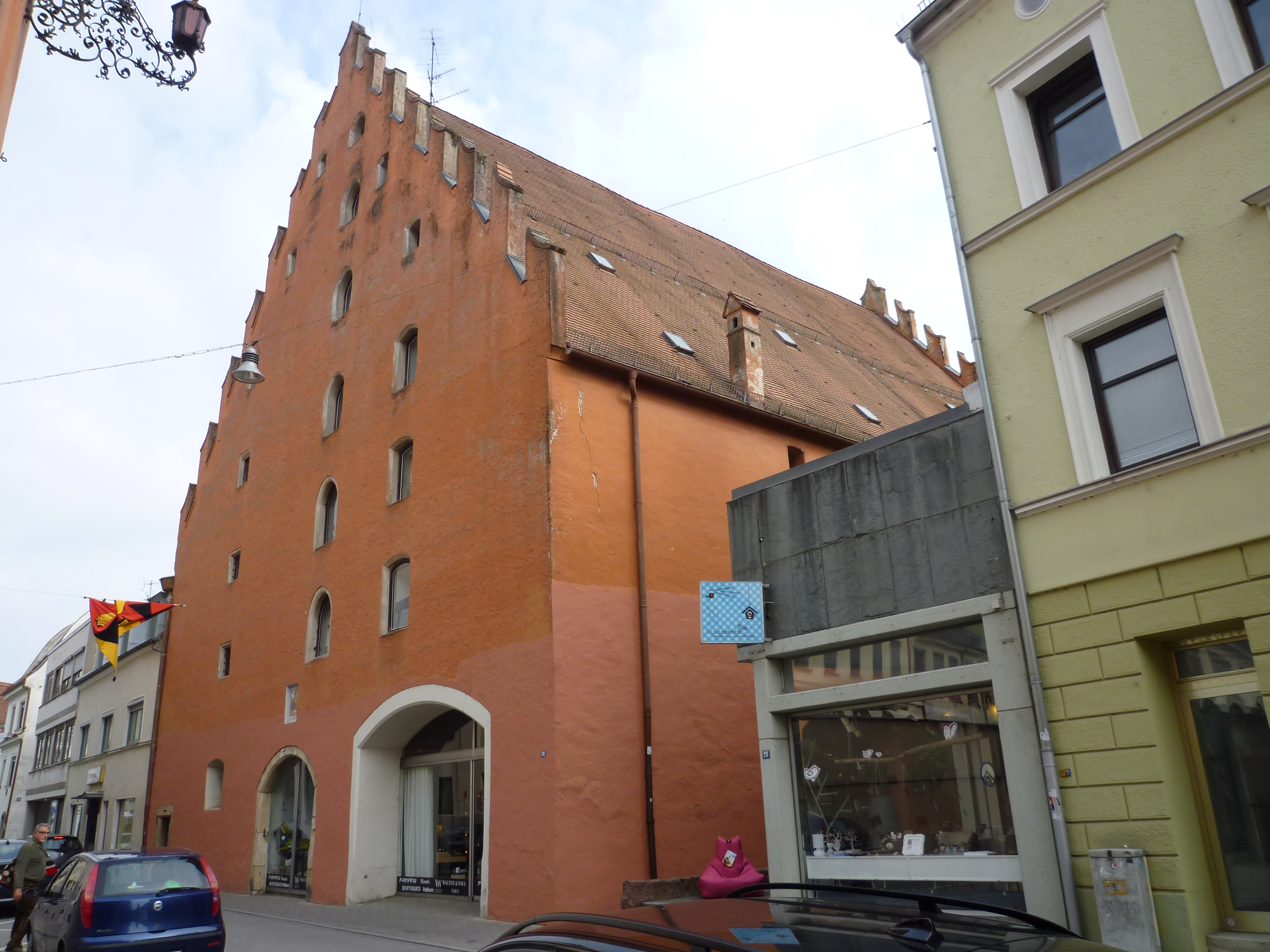
Weinstadel (1589), een van de oudste huizen van Straubing
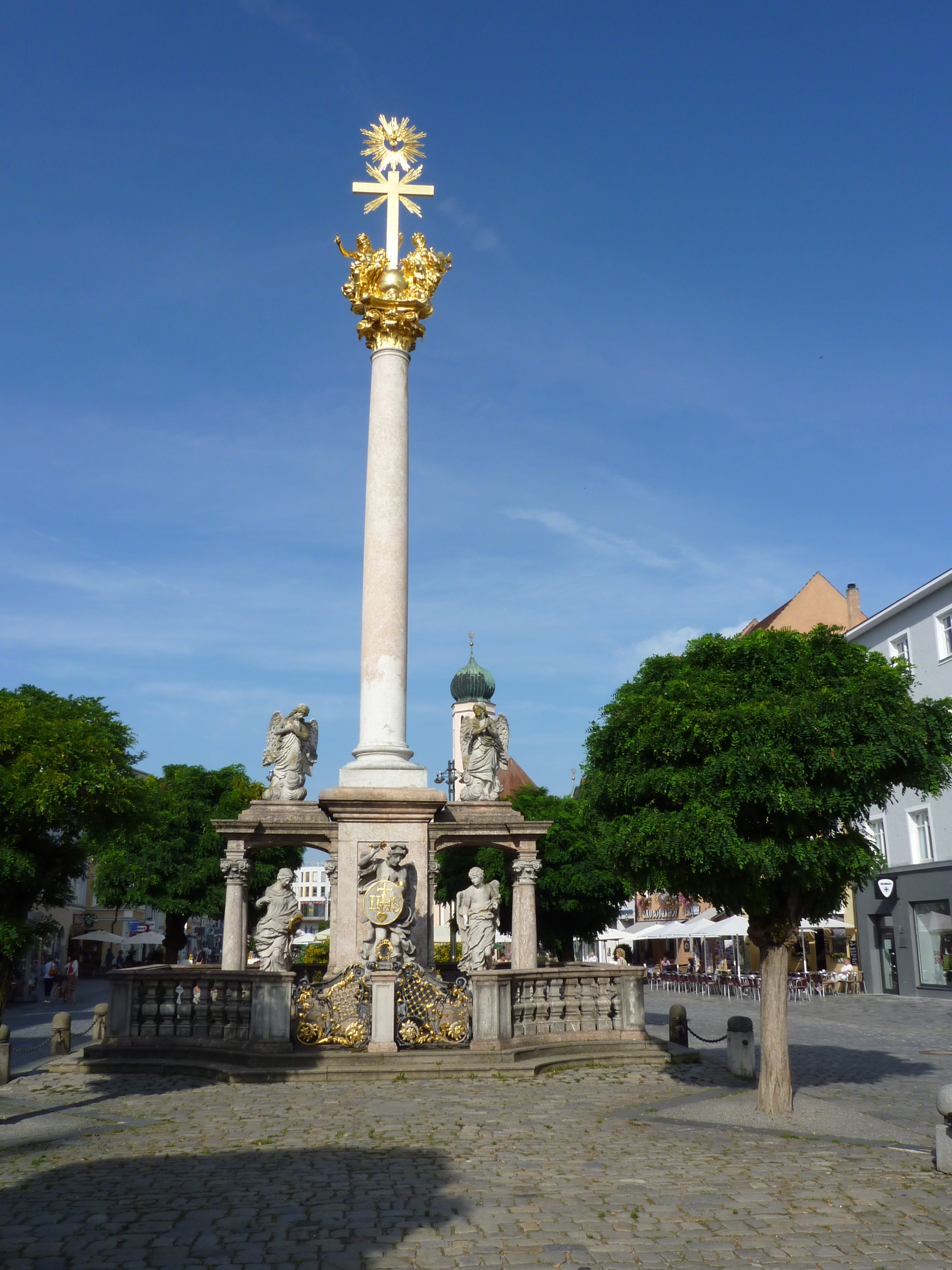
De Drievuldigheidszuil
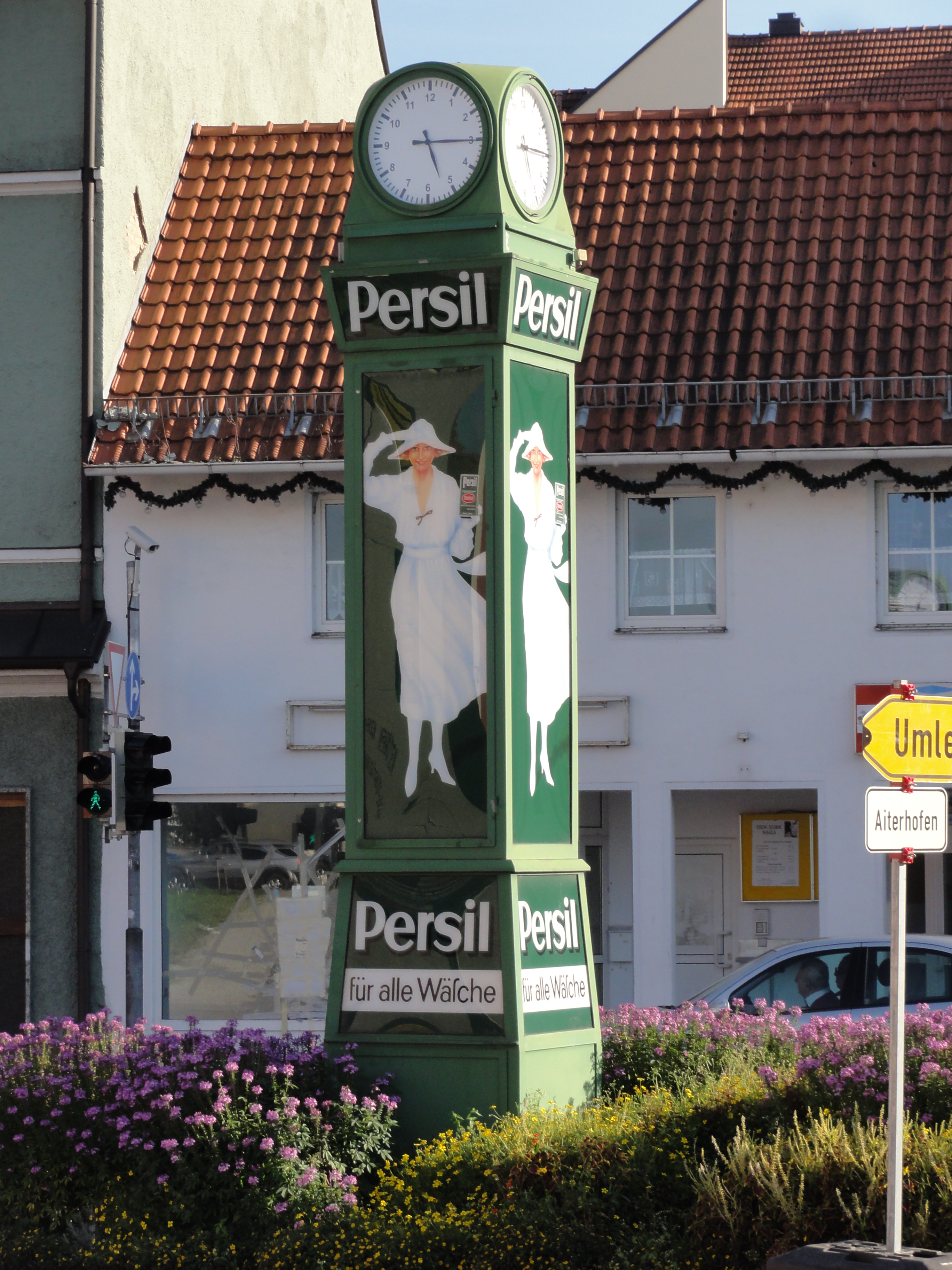
Ontmoetingsplaats Persiluhr, replica naar een model uit plm. 1929
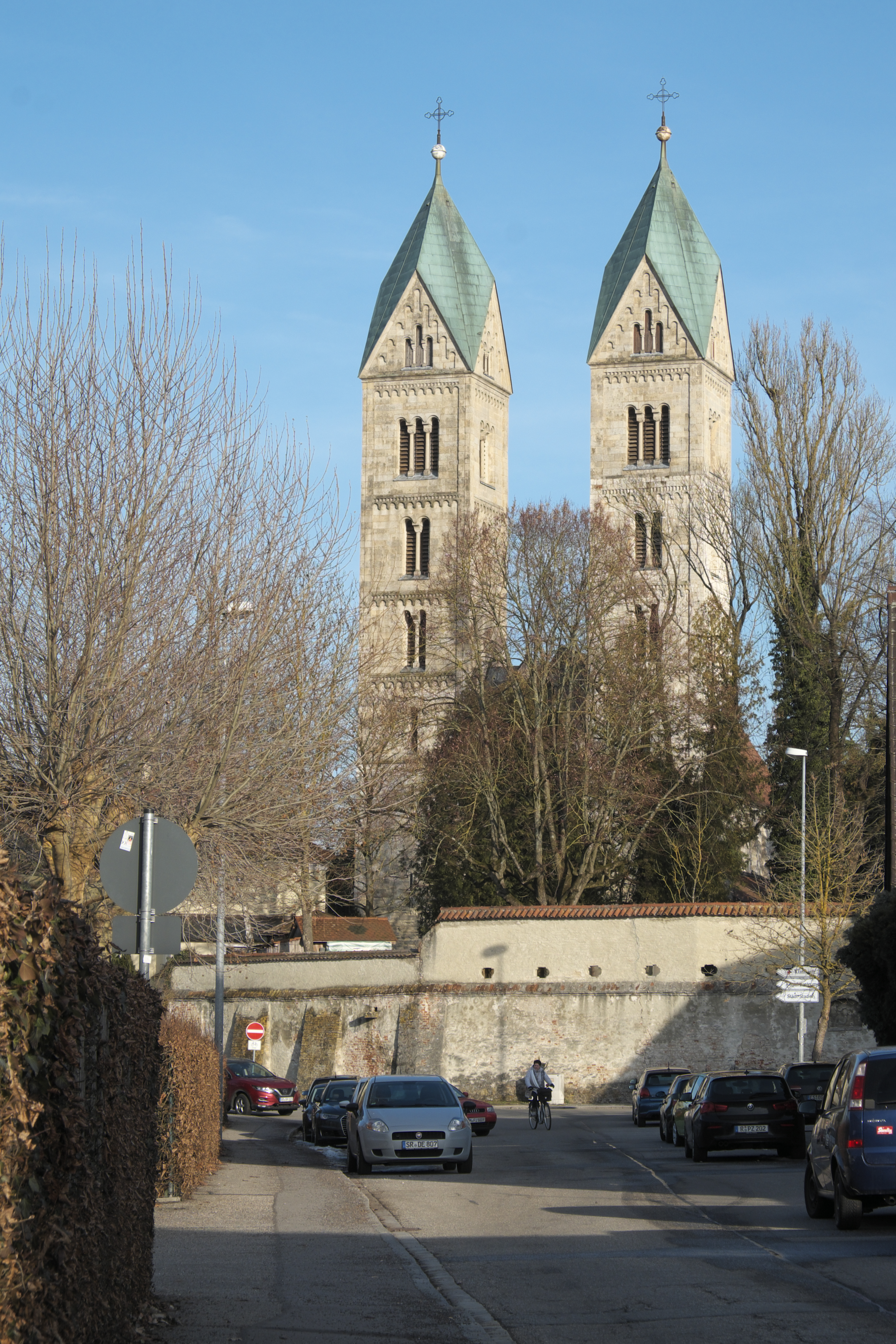
R.K. St.Pieterskerk (Peterkirche)
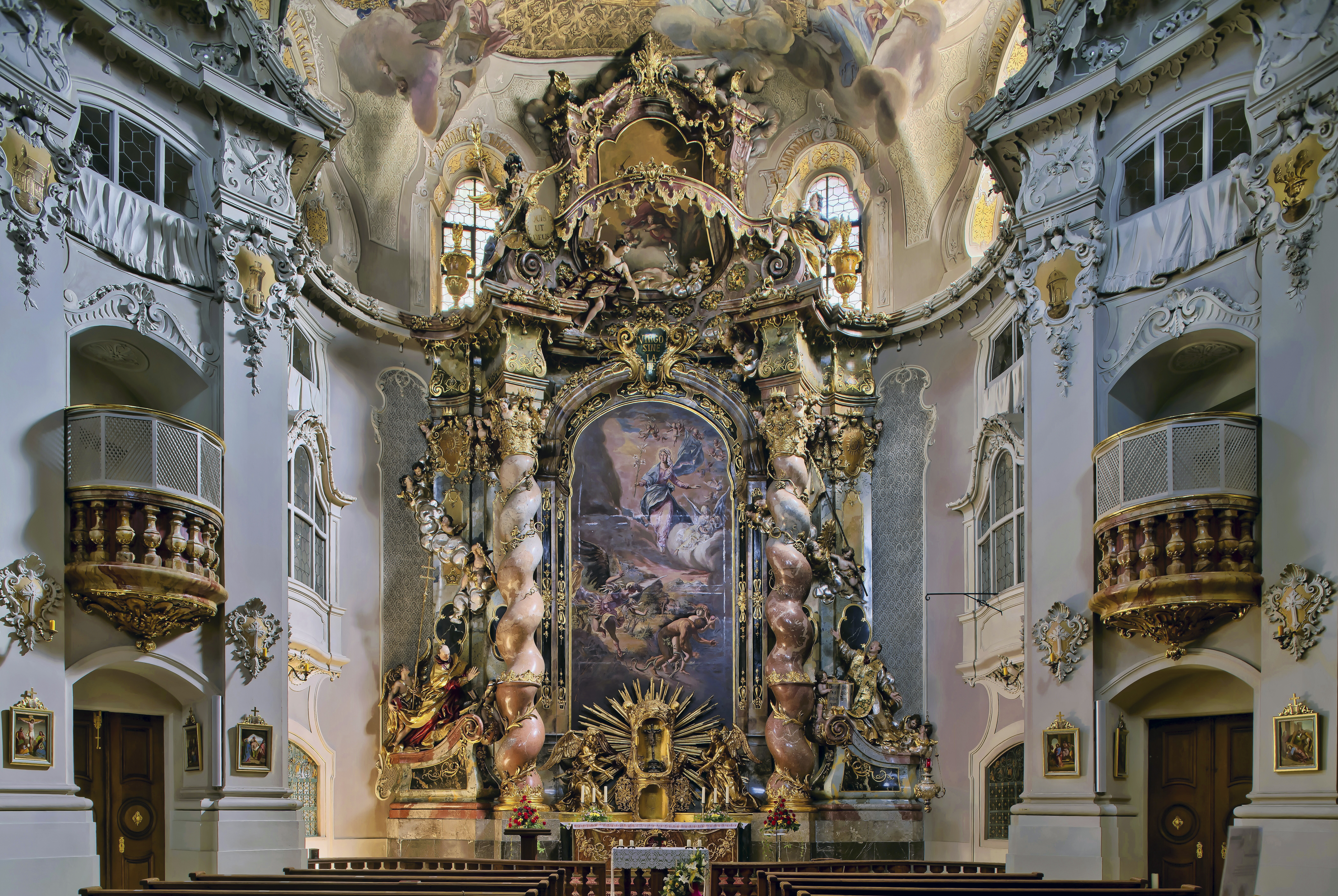
Interieur kerk Ursulinenklooster
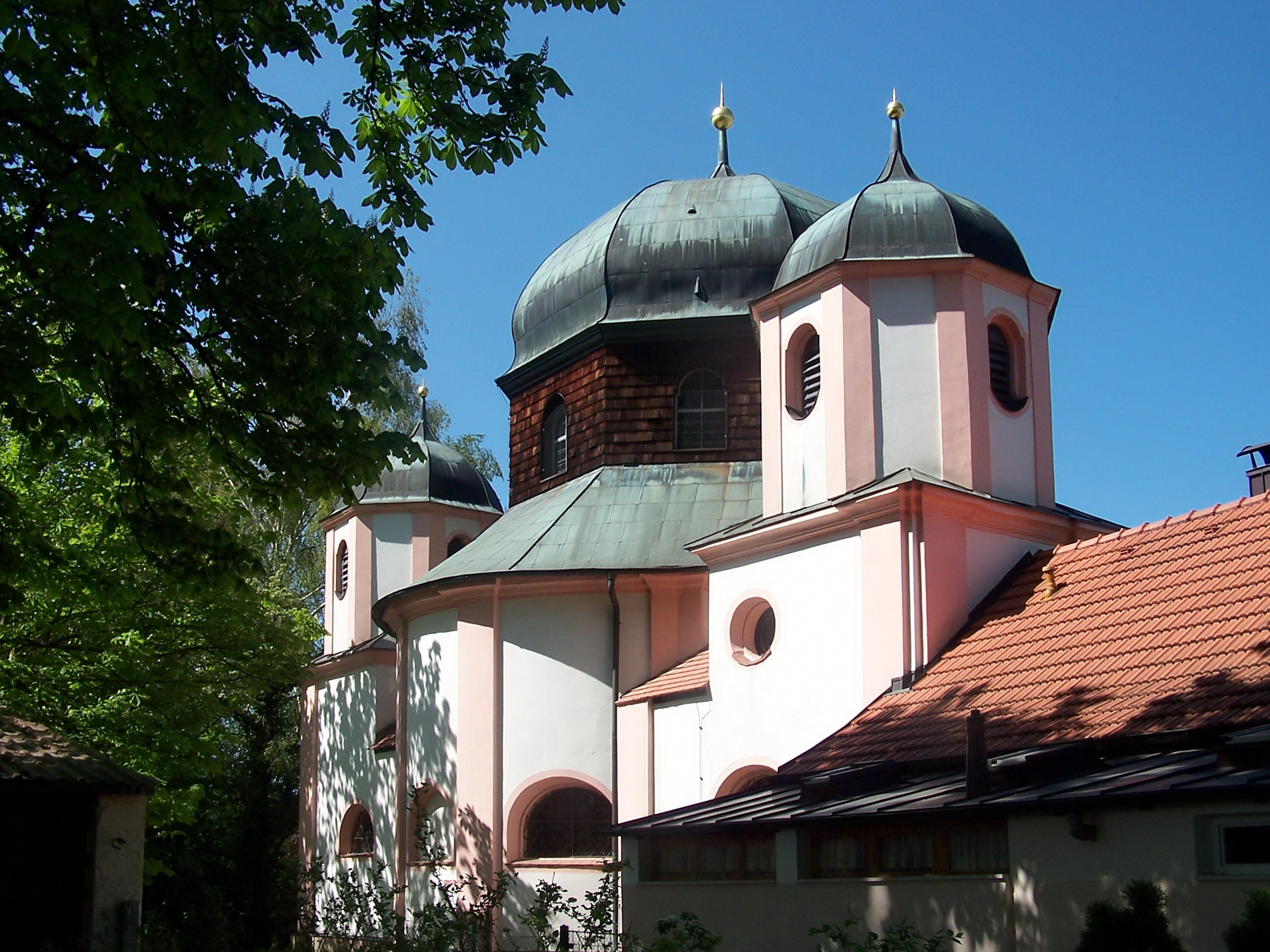
Bedevaartkerk Frauenbrünnl of Frauenbründl
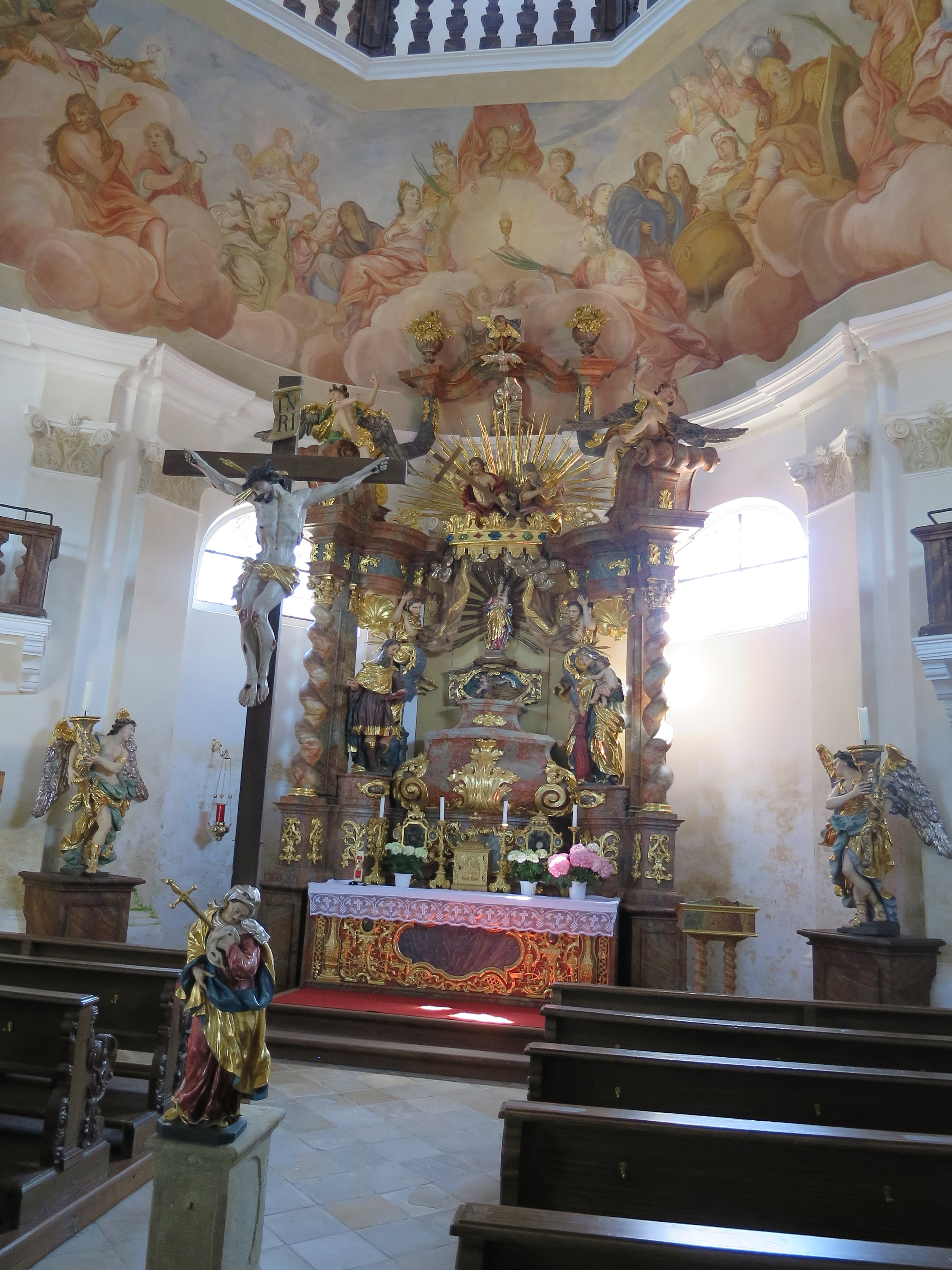
Altaar in deze kerk
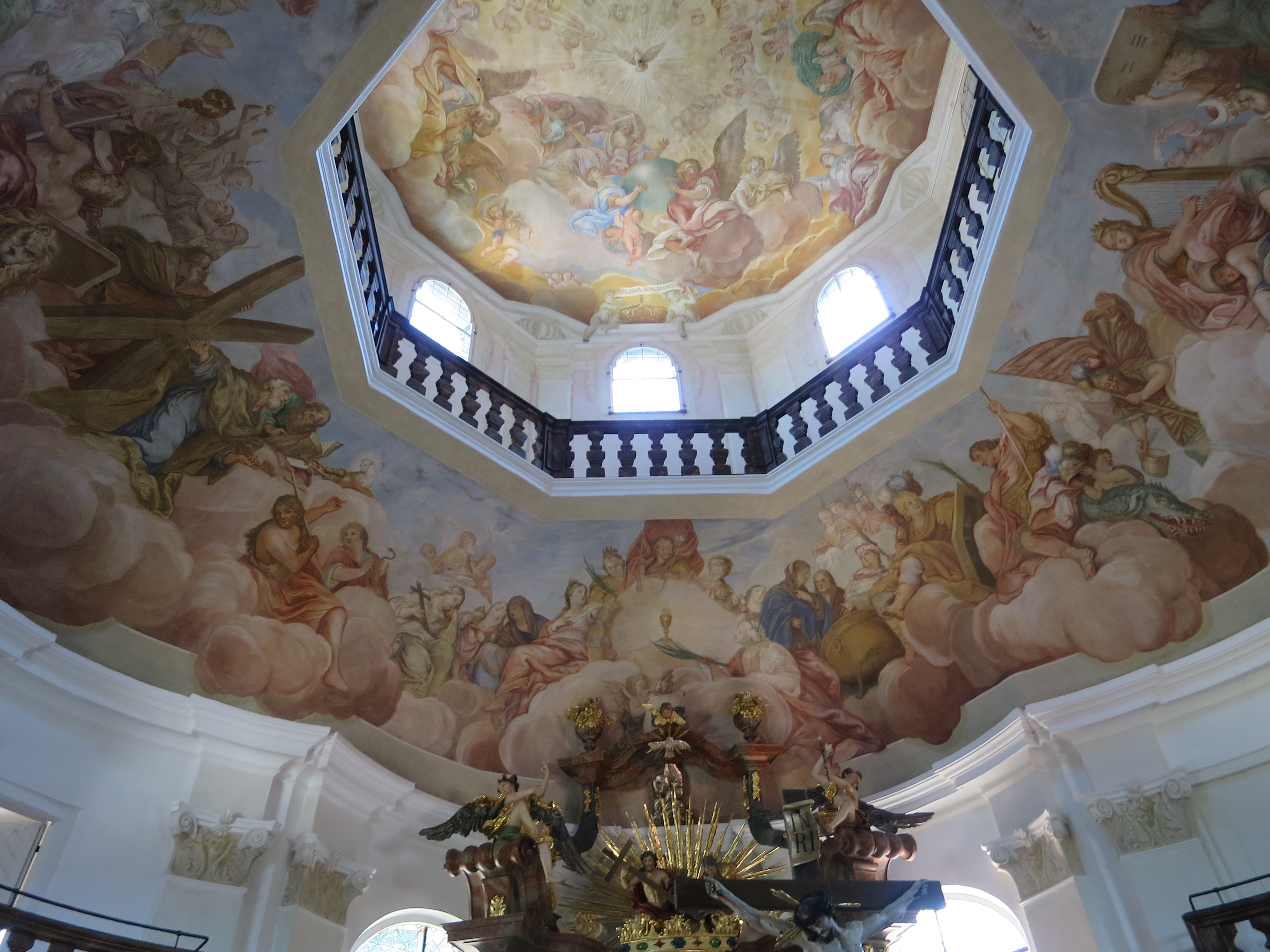
Plafondschilderingen in deze kerk
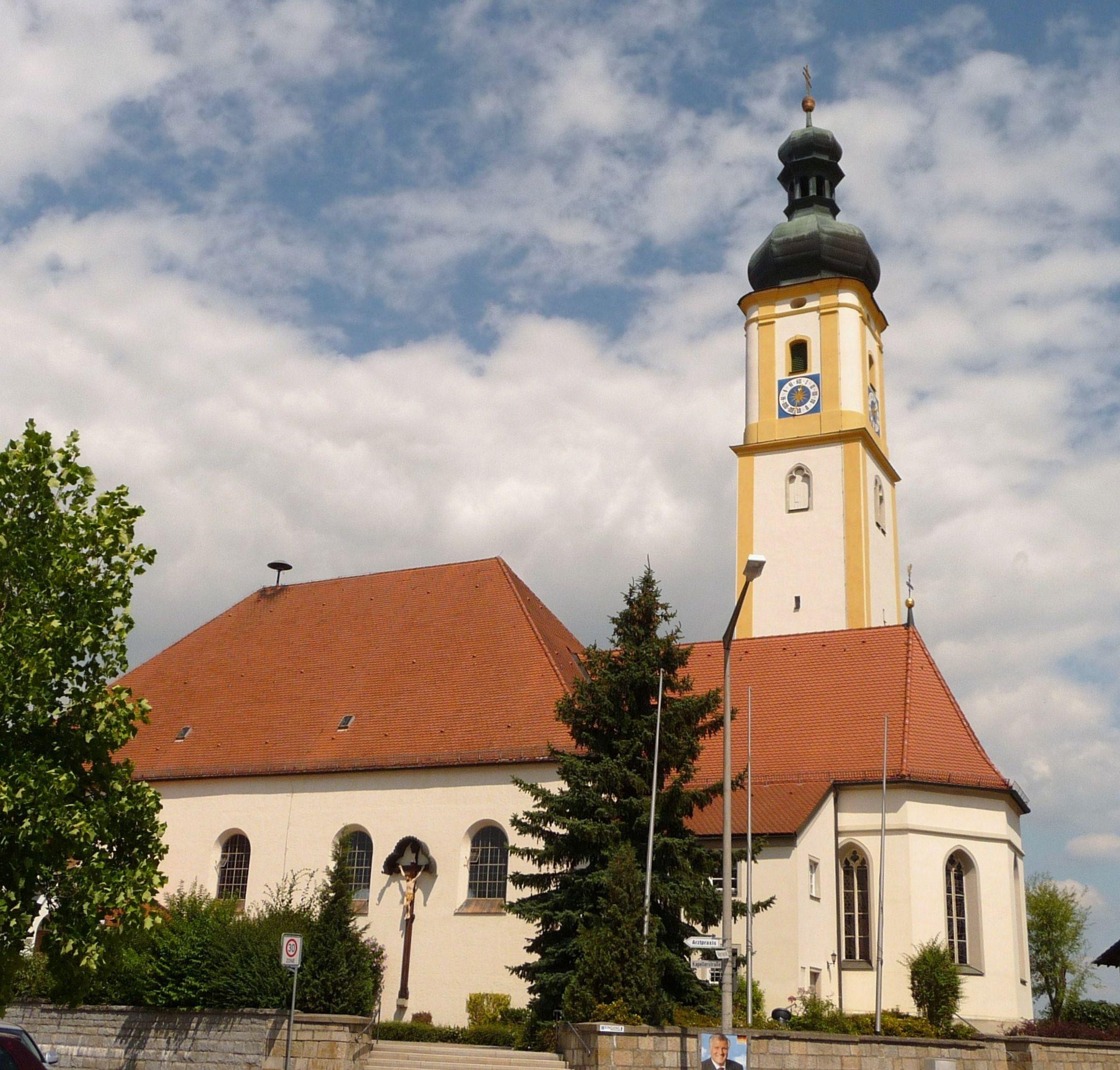
R.K. Stefanuskerk, Straubing-Alburg
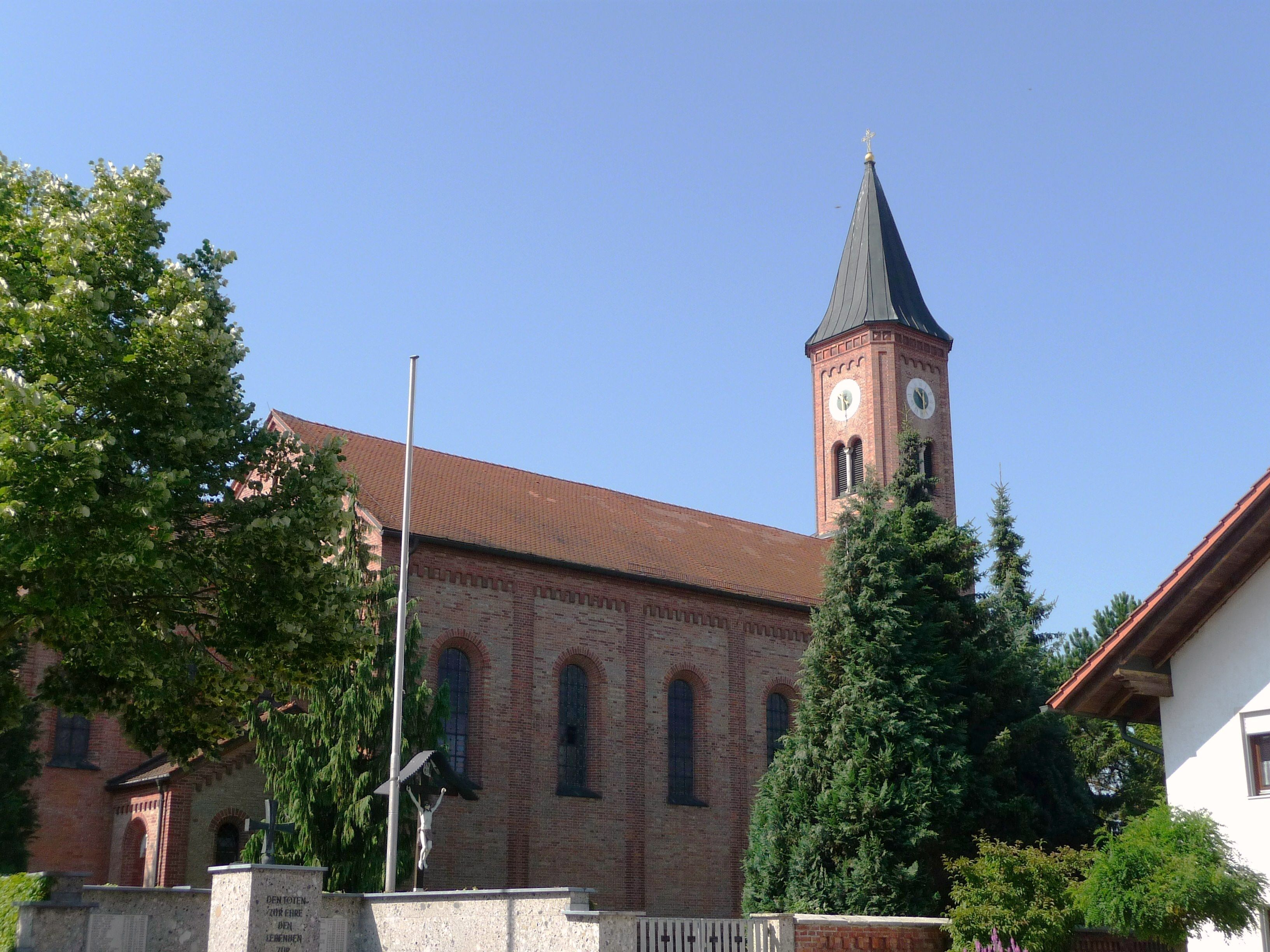
R.K. Johannes-de-Doperkerk, Straubing-Ittling (voltooid in 1850)
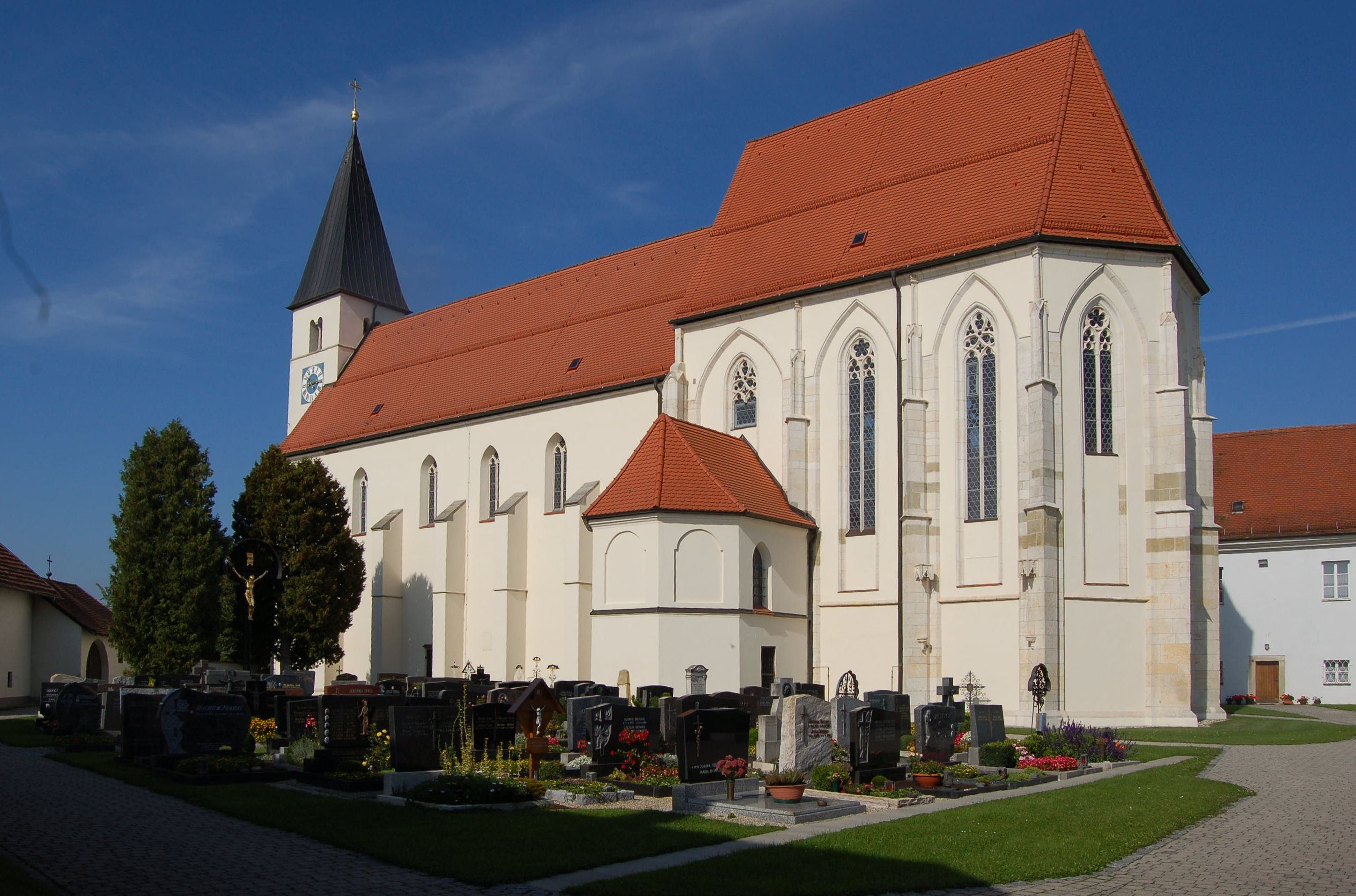
R.K. kerk Maria-Hemelvaart, Straubing-Sossau